# Sanctuaire de Notre-Dame du Laus
Pour les articles homonymes, voir Notre-Dame et Notre-Dame du Laus (homonymie).
Le sanctuaire marial du Laus, ou le sanctuaire de Notre-Dame du Laus (surnommé « le refuge des pécheurs »), est le nom donné au sanctuaire marial construit à Saint-Étienne-le-Laus, dans le département des Hautes-Alpes, sur le lieu des apparitions mariales du Laus, à Benoîte Rencurel de 1664 à sa mort en 1718.
Les premiers travaux débutent dès 1666 avec la construction d'une première église de taille modeste. Un couvent (destiné à des pères jésuites au départ) est ajouté, ainsi que divers lieux d'habitation et d'accueil de pèlerins, ainsi que des chapelles et oratoires sur les différents lieux d'apparitions. La fréquentation du sanctuaire, très importante dès les premières années, s'est maintenue au cours des siècles (avec un arrêt lors de la révolution française), et s'est largement développée après la reconnaissance officielle des apparitions par Jean-Michel Di Falco en 2008. Le chiffre de 200 000 pèlerins a été franchi dans ce lieu relativement reculé et excentré des Alpes françaises.
La taille très modeste de l'église principale, la « basilique du laus », 300 places, pose des problèmes d'accueil aux responsables du sanctuaire lors des périodes estivales ou de forte affluence. Un projet de nouvelle église a été lancé par l'évêque en 2012, un concours d'architecte organisé, mais le coût du projet et la faible collecte de dons ont suspendu le projet initial.
Ce sanctuaire a reçu de nombreuses marques de reconnaissances et de notoriété de la part des autorités du Vatican, avant même la reconnaissance officielle des apparitions. Ainsi, l'autorisation fut donnée par le pape Pie IX, d'effectuer en 1855 le couronnement canonique de la statue de Notre-Dame du Laus, et le titre de basilique mineure fut accordé à l'église du Laus en 1894 par le pape Léon XIII. Jean Guitton a dit de ce lieu qu’il est « un des trésors les plus cachés et les plus puissants de l’histoire de l’Europe ».

## Historique

### Origine

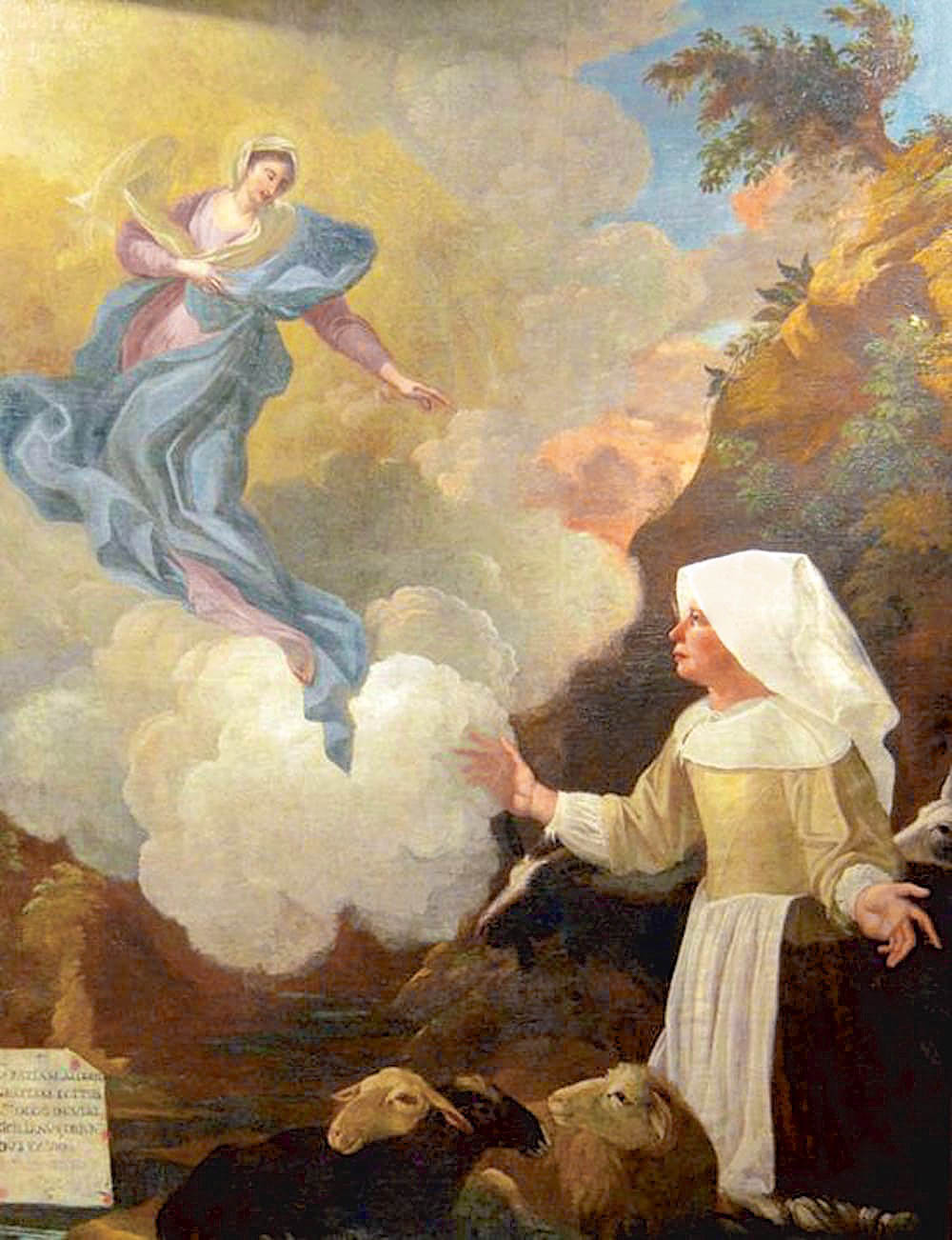
Tableau représentant une des apparitions de la Vierge à sœur Benoîte.

La construction de ce sanctuaire est liée aux apparitions mariales du Laus qui se déroulent durant plus de 50 ans à Notre-Dame du Laus à partir de 1664. Benoîte Rencurel raconte voir la Vierge Marie (ainsi que le Christ en Croix, ou d'autres saints comme saint Maurice, sainte Barbe, saint Joseph, saint Gervais et saint Protais, l'Enfant-Jésus, sainte Catherine de Sienne, des anges, voire le diable). Ces apparitions entraînent en quelques années la venue d'une foule de pèlerins. Dès 1666, on édifie un sanctuaire contenant à l'intérieur la petite chapelle où la Vierge apparaît à Benoîte Rencurel. Entre 1665 et 1667, 130 000 personnes s'y rendent.
Ce lieu est devenu « un refuge pour les pécheurs », d'après les mots mêmes que la Vierge Marie aurait adressés à Benoîte lorsqu'elle lui a dit : « J’ai demandé ce lieu à mon Divin Fils et Il me l’a accordé pour la conversion des pécheurs ». Ainsi, pour l’Église, ce sanctuaire est « un lieu de miséricorde »,. Dès sa fondation, et d'après les paroles rapportées par la voyante : « Laissez-vous réconcilier ! », le sanctuaire est un lieu qui appelle à vivre « la réconciliation dans tout notre être : relations avec Dieu, avec les autres, et avec soi-même, mais aussi avec le corps, avec le temps, avec le monde céleste ».

### DuXVIIesiècleauXXesiècle

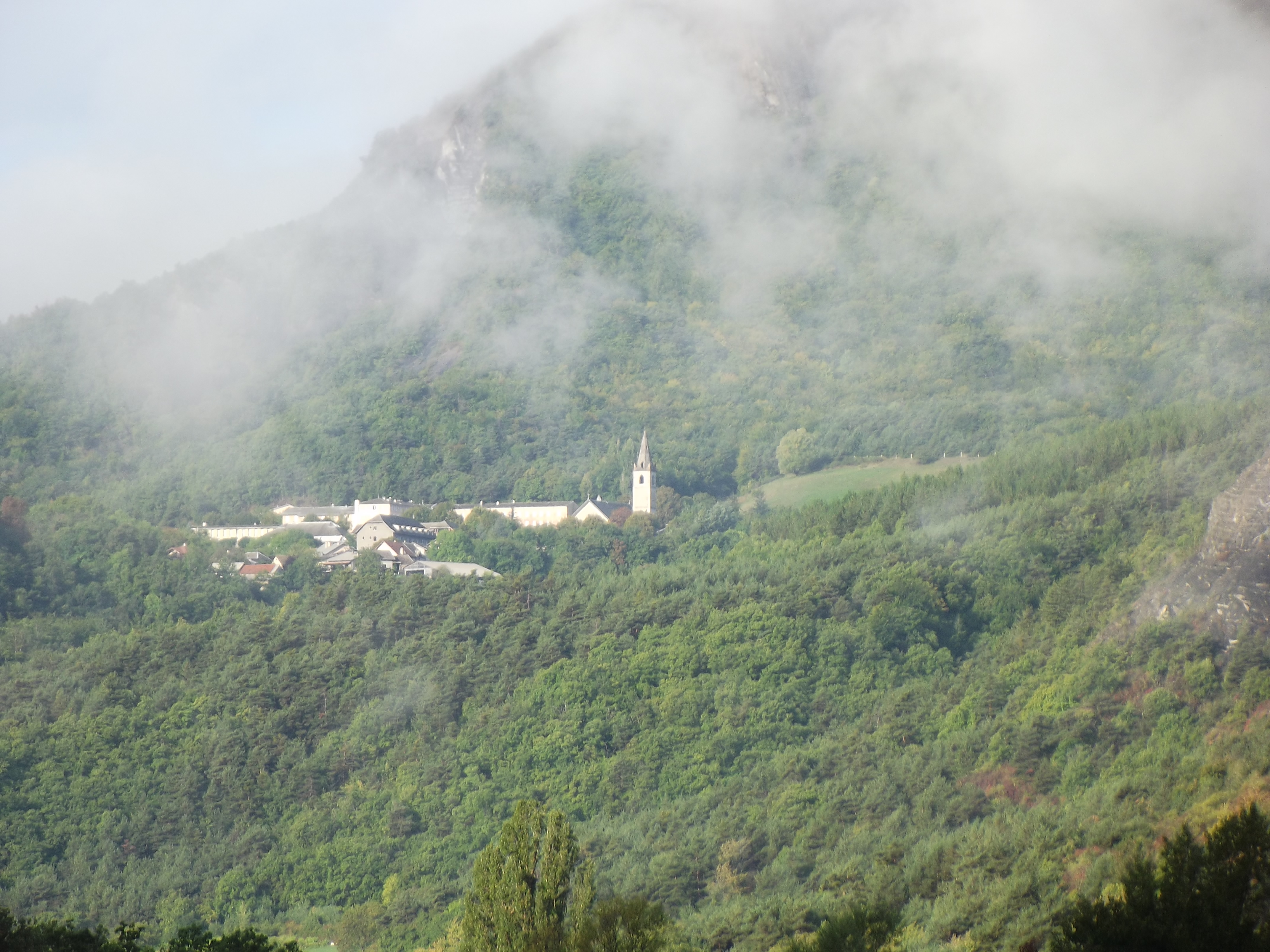
Notre-Dame du Laus vue aujourd'hui depuis la vallée de l'Avance.

À la suite de la visite d'Antoine Lambert, vicaire général d’Embrun, en 1665, la décision est prise de construire une nouvelle église au Laus. Le vicaire nomme également le père Pierre Gaillard, prêtre et docteur en théologie, « directeur de la chapelle » sur le lieu des apparitions, afin de soulager le curé de Saint-Étienne-d'Avançon qui voit défiler un grand nombre de pèlerins. Sur les 18 premiers mois de pèlerinage (1665-1666), le juge François Grimaud dénombre 120 000 pèlerins venus au Laus.
L'église est construite de 1666 à 1669 avec l'accord de Georges d'Aubusson de La Feuillade, archevêque d'Embrun. L'évêque fonde également un couvent où il établit les jésuites. Son successeur, Charles Brûlart de Genlis, place en 1712 cette maison sous la direction des missionnaires de Notre-Dame-de-Sainte-Garde.
En octobre 1791 durant la Révolution française, les prêtres de Notre-Dame-de-Sainte-Garde sont expulsés, les bâtiments sont vendus aux enchères.
Le diocèse d'Embrun de facto vacant entre 1793 et 1802 est alors supprimé et intégré au diocèse d'Aix-en-Provence. Notre-Dame du Laus dépend alors du diocèse de Digne.
En 1805, l'évêque de Digne, Bienvenu de Miollis, achète à ses frais l'église et le presbytère, l'abbé Peix achetant le couvent ; puis en 1818, il demande au père Eugène de Mazenod, fondateur de la société des Missionnaires de Provence (qui deviendra les Oblats de Marie-Immaculée) de prendre la direction du sanctuaire. Le père de Mazenod donne son accord et signe un bail avec l'abbé Peix, propriétaire du couvent. Les Missionnaires de Provence deviennent alors curés de Notre-Dame du Laus, chargés de la direction du sanctuaire et de la prédication des missions dans les Hautes et Basses-Alpes. Les bâtiments sont rénovés et agrandis, et les pèlerinages reprennent. On compte 20 000 pèlerins en 1818 et 50 000 en 1833.
En octobre 1841, la direction du sanctuaire est reprise par le diocèse de Gap,. Depuis cette date, le sanctuaire est géré par « les missionnaires diocésains de Notre-Dame du Laus », et le recteur est un prêtre du diocèse de Gap (devenu diocèse de Gap et d'Embrun depuis 2008). Le sanctuaire est la propriété du diocèse.
En 1854, le pape Pie IX accorde au sanctuaire l'autorisation d'effectuer un couronnement canonique de la Vierge du Laus. Celui-ci est réalisé par Jean-Irénée Depéry le 23 mai 1855 en présence de nombreux évêques, cardinaux, 600 prêtres et 40 000 pèlerins,.
Une bulle pontificale du 18 mars 1892, émise par le pape Léon XIII, accorde le titre de basilique mineure à l’église de Notre-Dame-du-Laus. La cérémonie d'attribution se déroule le 8 septembre 1892, présidée par Prosper-Amable Berthet, évêque de Gap, avec 3 000 pèlerins venant essentiellement du diocèse,.
Les habitants des environs venaient nombreux en pèlerinage au sanctuaire dans de grandes processions. Ainsi, avant la Seconde Guerre mondiale, « les paroissiens d'Orcières, de Prapic, de Serre-Eyraud et de Champoléon se mettaient en route à 6 heures du soir, traversaient Pont-du-Fossé (ramassant au passage les habitants), la plaine de Chabottes, Manse, La Rochette, La Bâtie-Vieille, pour arriver, à jeun à 4 heures du matin à Notre-Dame du Laus. Ils se confessaient, assistaient à la messe, communiaient, priaient, faisaient leurs dévotions. Certains rajoutaient quelques processions : la visite de la chambre de sœur Benoîte, le lieu des  apparitions à Pindreau, le col de l'ange, la chapelle du Précieux-Sang, le jardin des pèlerins… Le retour, qui demandait encore une trentaine de kilomètres, s'effectuait l'après-midi, de 11 heures 30 à 9 heures 30 du soir, sur un autre parcours, par la plaine d'Avançon, La Bâtie-Neuve, Moissières, Saint-Léger et le Haut Champsaur ».

### AuXXIesiècle

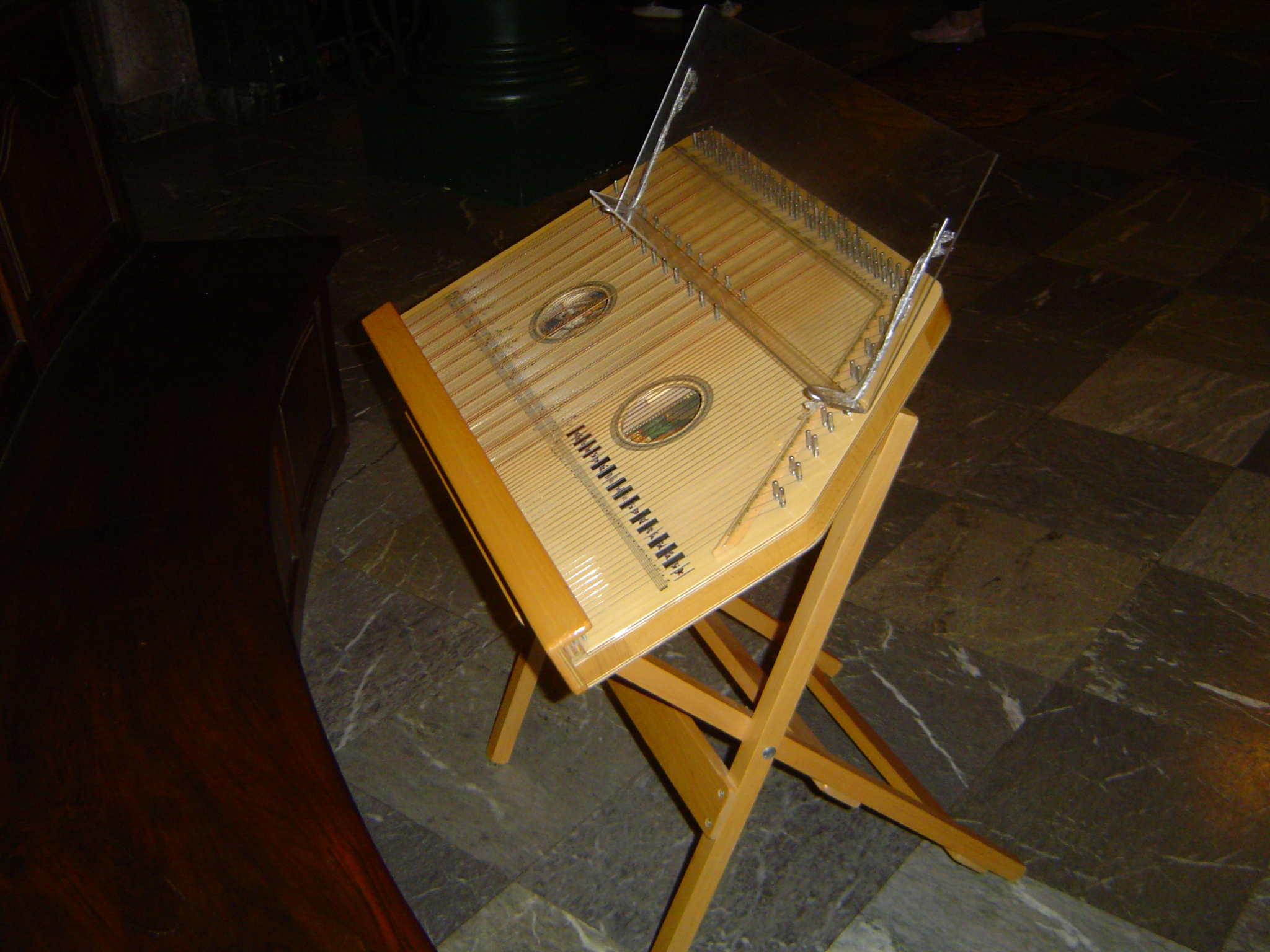
Le psalmodion.

Le 4 mai 2008, Jean-Michel Di Falco, évêque du lieu des apparitions, proclame la reconnaissance officielle des apparitions de Notre-Dame du Laus,.
Depuis le 12 octobre 2008, pour aider les prêtres dans leur ministère, une équipe de sœurs Bénédictines du Sacré-Cœur de Montmartre assure également les chants des offices (laudes, messe, vêpres et complies) durant lesquels les psaumes sont accompagnés par le psalmodion, instrument de musique dérivé de la cithare.
Le 5 septembre 2010, Jean-Michel Di Falco accueille le nouveau recteur et les nouveaux chapelains de la basilique à l'occasion de la grande fête solennelle de la Nativité de la Vierge Marie, fête normalement célébrée le 8 septembre mais aussi anticipée au dimanche qui précède au sanctuaire. Le nouveau recteur, le père Ludovic Frère, succède alors au père Bertrand Gournay qui avait succédé lui-même aux pères Élie Mathieu et René Combal.
Le 6 novembre 2015, André Léonard, archevêque émérite de Malines-Bruxelles, devient chapelain auxiliaire du sanctuaire.
Depuis la reconnaissance officielle des apparitions par Jean-Michel Di Falco en 2008, la fréquentation du sanctuaire a fortement augmenté dépassant en 2015 les 200 000 pèlerins annuels. Une nouvelle construction d'église a été en projet, pour permettre d'accueillir les fidèles. Une collecte de dons a été réalisée.

## Le sanctuaire
Depuis plus de 300 ans, des pèlerins se succèdent dans ce lieu où le sanctuaire  est constitué d'un ensemble de bâtiments et de lieux répartis sur une grande surface territoriale. Cette dispersion est liée aux multiples lieux d'apparitions de la Vierge à Benoîte (la basilique, la chapelle du vallon des Fours, Pindreau) mais aussi d'autres lieux d'apparitions ou de visions (comme la chapelle du Précieux Sang, le col de l'Ange), mais encore des lieux où a vécu Benoîte (sa maison natale, la maison où elle a vécu à partir de 1673) ou de l'oratoire du couronnement qui sont autant de lieux de dévotions et de pèlerinage pour les visiteurs et les croyants,.

### La basilique

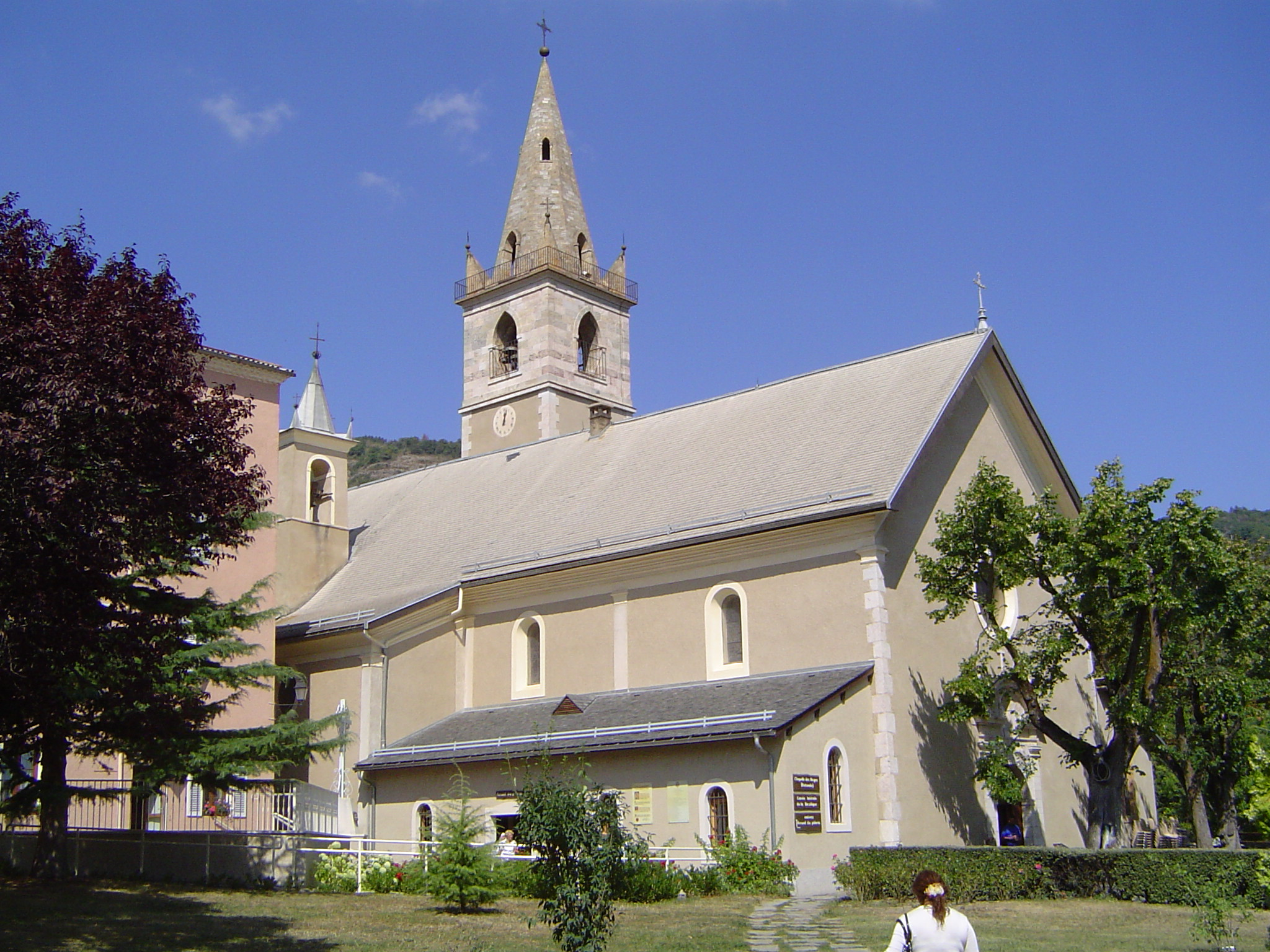
Vue extérieure de la basilique.

La basilique a été construite autour de la « chapelle de Bon-Rencontre », un des principaux lieux d'apparitions de la Vierge à Benoîte,.
De 1666 à 1669 une première église est construite autour de la chapelle pour accueillir les fidèles. Le bâtiment actuel est une extension de cette église commencée en 1666 et qui ne comprenait que la nef actuelle et un mur qui supportait une cloche.
Cette première église, de petite taille, est construite avec l'autorisation de l'évêque, après enquête de son vicaire en 1665 pour étudier l'authenticité des visions. Cette église subira quelques agrandissements et aménagements, qui lui laissent cependant une taille modeste de 300 places. Sa petite taille n'empêchera pas le pape Léon XIII d'élever ce sanctuaire marial à la dignité de « basilique mineure » en 1892,.
Cette basilique est le point central du sanctuaire de Notre-Dame du Laus. Elle contient également le tombeau de Benoîte Rencurel, actuellement en cours de béatification.

Intérieur de la basilique
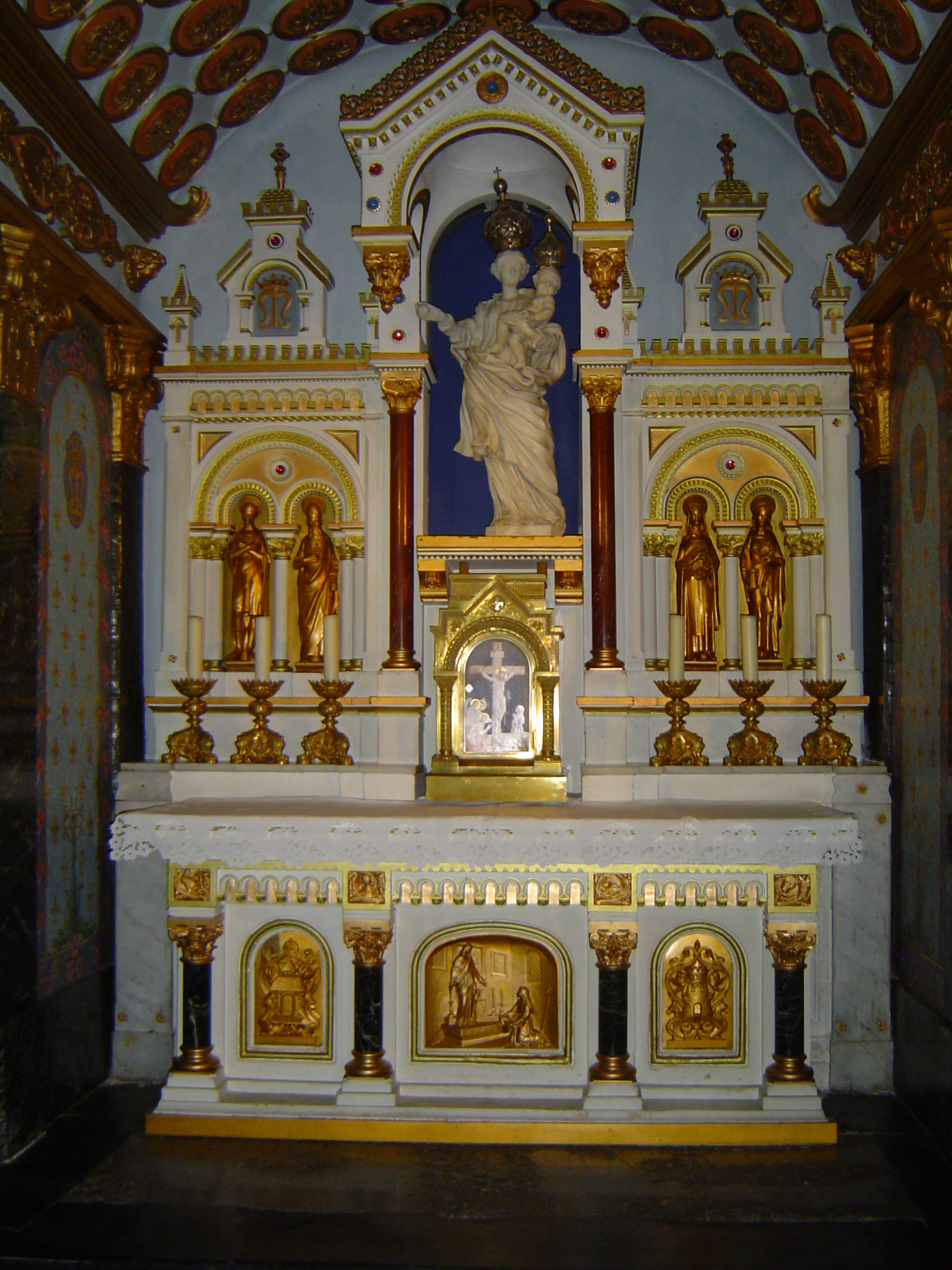
L'autel de la chapelle de Bon-Rencontre à l'intérieur de la basilique.
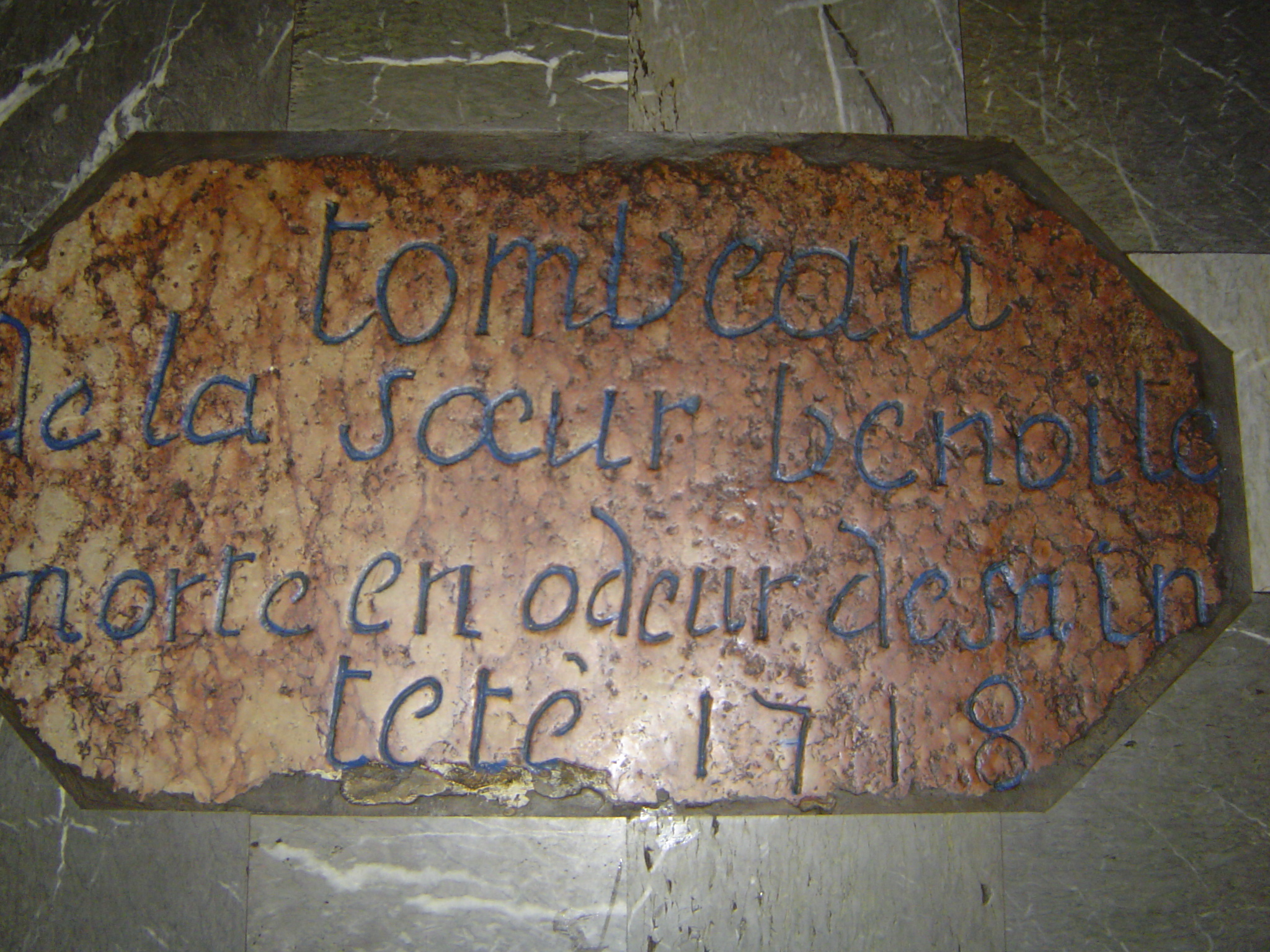
Tombeau de Benoîte.
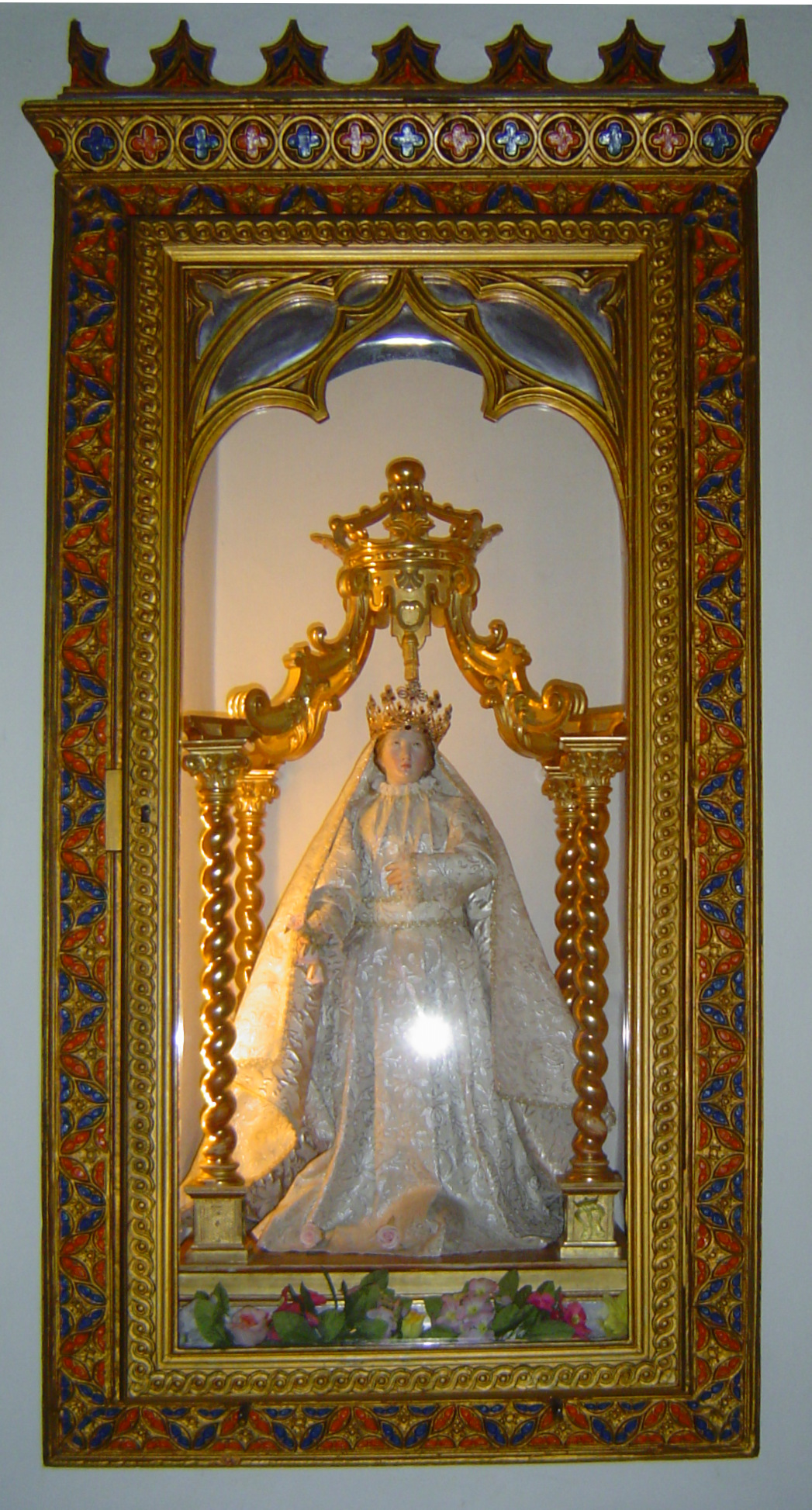
Statue Notre-Dame des Grâces.
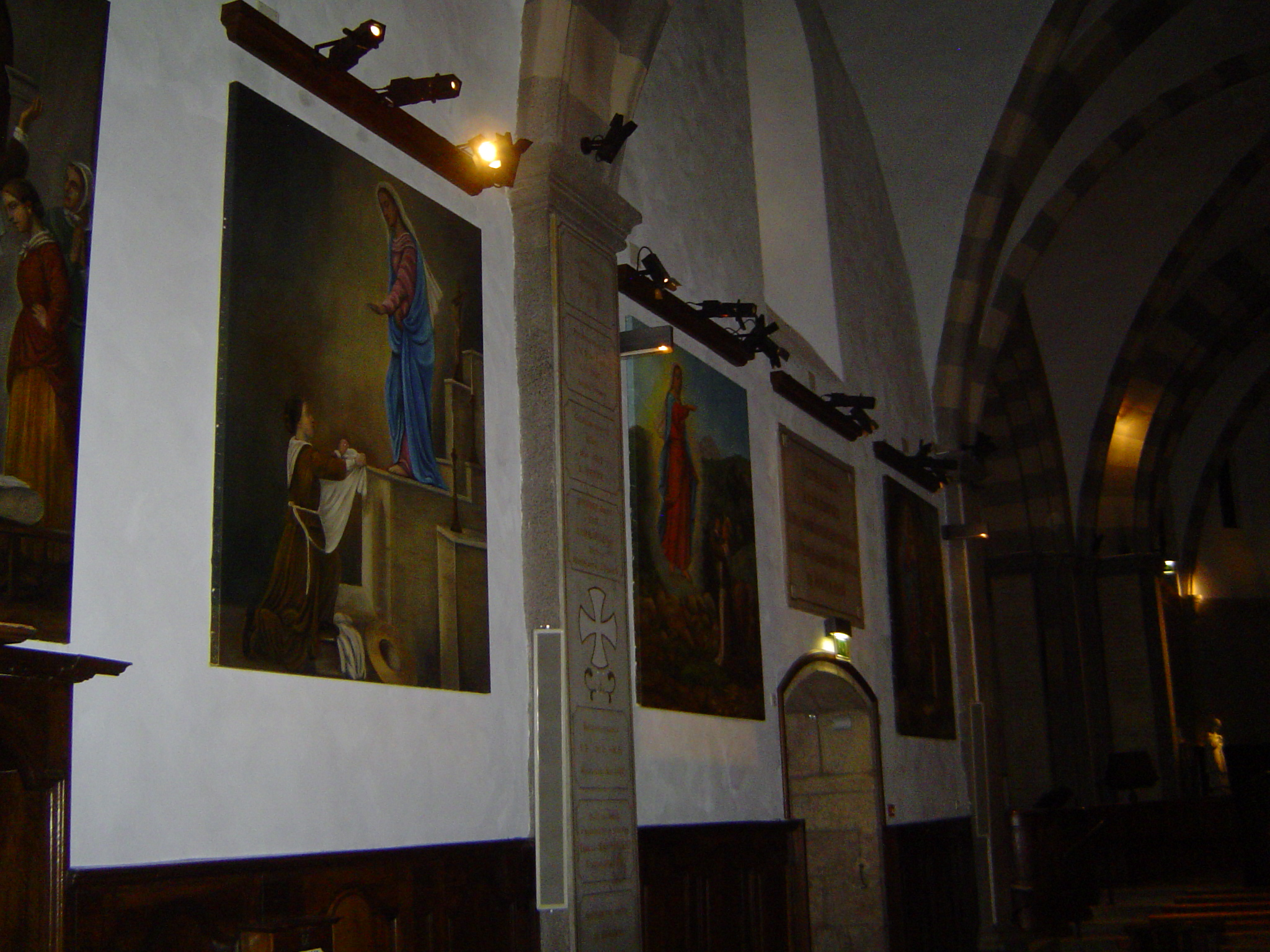
Galerie de tableaux sur le bas-côté gauche.

### Le projet de nouvelle église
L'actuelle basilique n'offrant que 300 places, un nouvel édifice religieux est à l’étude pouvant accueillir jusque 3 000 personnes,.
Pour célébrer les 350 ans de la première apparition, un concours d'architectes a été lancé en 2012 par Jean-Michel Di Falco pour un projet de nouvelle église. L'équipe lauréate est constituée des architectes Philippe Madec, Hélène Jourda et Marc Barani, ainsi que de Jean-François Pousse (liturgie), Nicolas Bonnenfant (paysagiste), Alain Bornarel (développement durable), Jean-Marc Weill (structure), Éric Hutter (fluides) et Walter Köller (acoustique). L'autre équipe en compétition réunissait en particulier les architectes Rudy Ricciotti et Dominique Perrault. Le jury était constitué de Jean-Jacques Aillagon, François Pinault, Dominique Ponnau et Jean-Michel Di Falco,,.
La première phase de travaux comprend en particulier le réaménagement de 30 000 m2 d'espaces extérieurs et la construction d'une église modulable de 2 500 places en bois. La seconde phase, prévue sur le long terme (trente ans), consiste en un aménagement de 5 000 m2 supplémentaires d'espaces extérieurs, d'un cloître, d'un bâtiment de conférences, d’espaces d'hébergement des pèlerins et de logements pour des prêtres âgés. Le projet est évalué à dix millions d'euros pour la première phase et à trente millions d'euros pour l'ensemble, financé par des dons et des mécénats.
Mais dès 2016, le lancement du projet prend du retard du fait d'un manque de financement. D'après le diocèse, les promesses de don des mécènes connaitraient des retards et des annulations, empêchant le démarrage des travaux. Des surcoûts liés à la construction auraient également fait gonfler la note. En 2017, le nouvel évêque Xavier Malle, annonce une « réorientation du projet initial » afin de tenir compte de l'écart entre la collecte de dons et le coût du projet. En attendant la réalisation d'une nouvelle église permettant d'accueillir les pèlerins, la basilique actuelle étant trop petite, le diocèse a décidé de louer un grand chapiteau pour y célébrer les messes durant la saison estivale,.

### Les lieux des apparitions

#### La chapelle du vallon des Fours

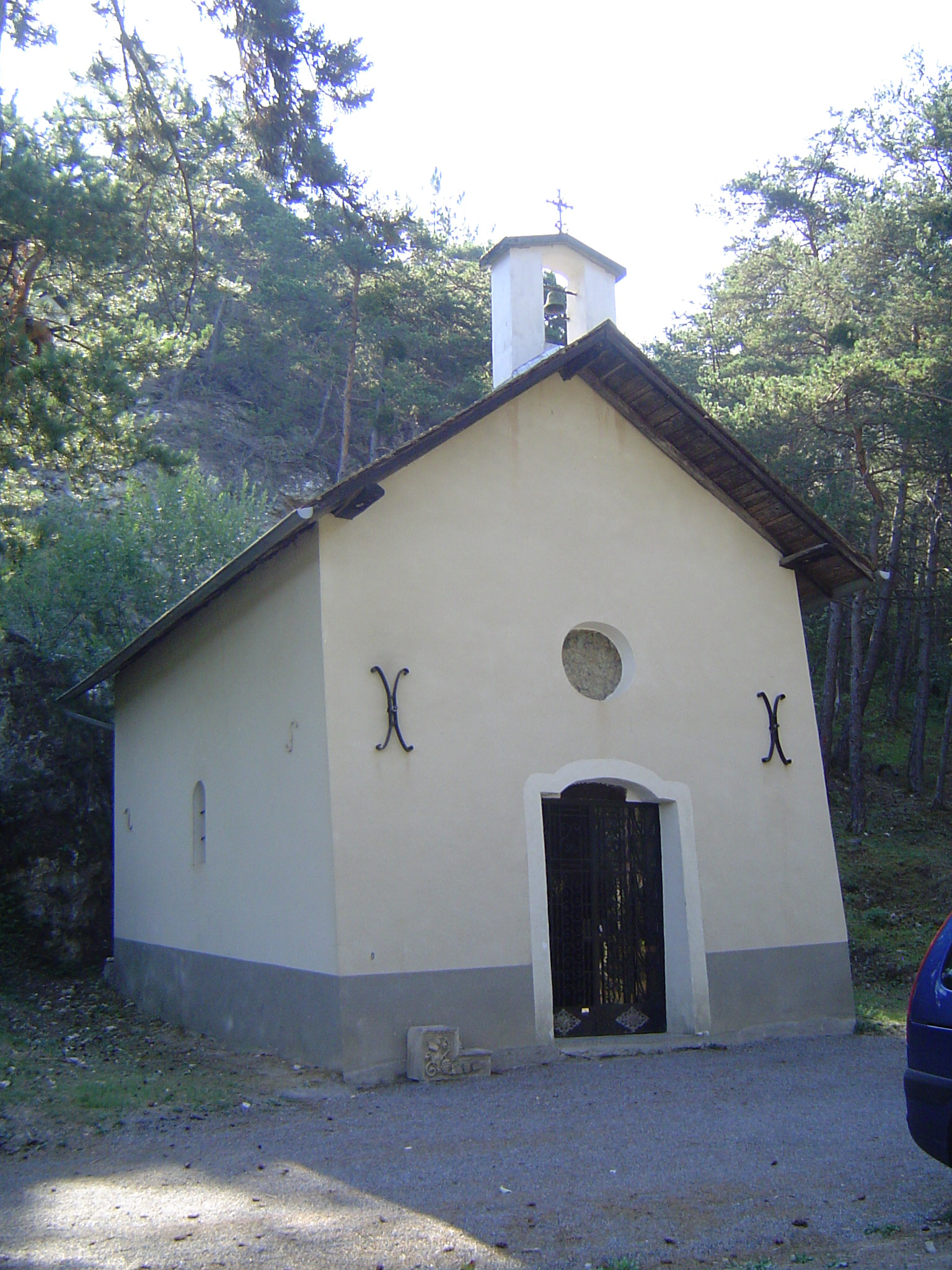
Chapelle de Notre-Dame-des-Fours.

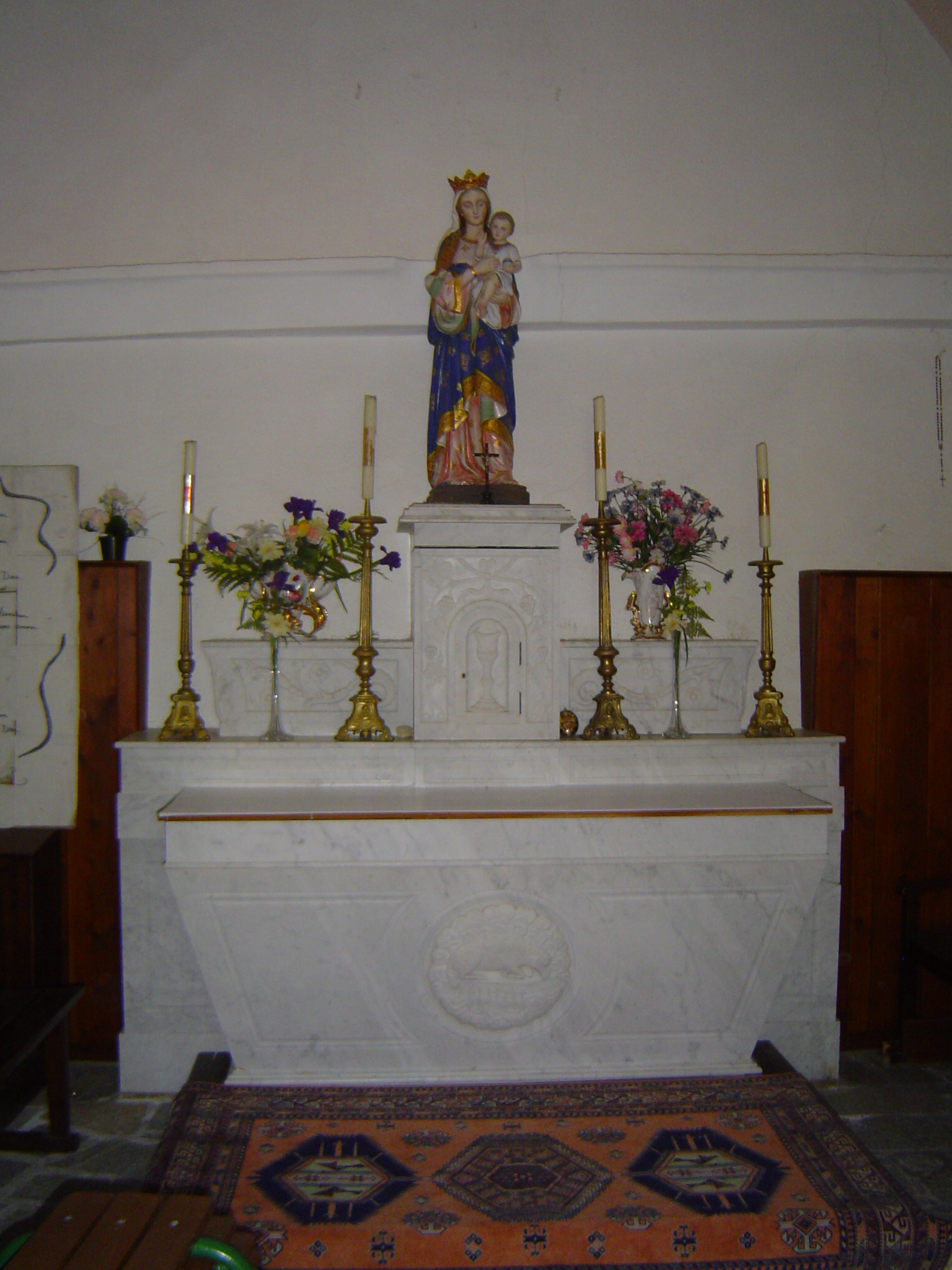
Intérieur de la chapelle de Notre-Dame-des-Fours.

La chapelle de « Notre-Dame-des-Fours » est située au sud-est du village de Saint-Étienne-le-Laus. La route qui y mène est bordée d'un chemin de croix, longeant le torrent du Grand-Bois. 44° 29′ 52,25″ N, 6° 10′ 04,87″ E
Cette chapelle est construite sur le lieu des toutes premières apparitions mariales à Benoîte Rencurel, en mai 1664. À cette époque, Benoîte se rend dans le vallon dit « des Fours » pour y faire pâturer ses moutons. La bergère a pour habitude de réciter son chapelet pendant qu'elle garde ses bêtes. Dans une des grottes du site, elle voit soudain « une dame », tenant à la main son enfant. Benoîte décrit ainsi celle qu'elle appellera « la belle dame » : elle est vêtue de feuilles d'or enflammées, elle semblait porter une couronne étincelante et son visage était si lumineux qu'on ne pouvait déterminer ses traits avec précision,.
Après plusieurs mois d'apparitions à la petite bergère, « la dame » demande à Benoîte de faire organiser une procession jusqu'à ce lieu. Benoîte transmet la demande et obtient du curé du village l'organisation de la procession jusqu'à cette grotte le 29 août 1664. La procession rassemble tout le village, et Benoîte est témoin d'une nouvelle apparition. C'est au cours de cette apparition que la dame annonce à la voyante qu'elle s'appelle « Dame Marie,…  et qu'elle ne la verrait plus de quelque temps »,,.
C'est en premier lieu un simple oratoire qui est construit par les habitants du lieu. Mais avec le temps, celui-ci s’était fort dégradé et menaçait de tomber en ruines, si bien que l'évêque en fait construire un second en contrebas. Finalement, ce sera cette petite chapelle qui sera reconstruite pour permettre aux pèlerins de venir faire leur dévotion sur ce lieu d'apparition. La grotte « de l'apparition » n'existe plus aujourd'hui, l’érosion du terrain ayant lentement effacé le lieu.

#### Pindreau

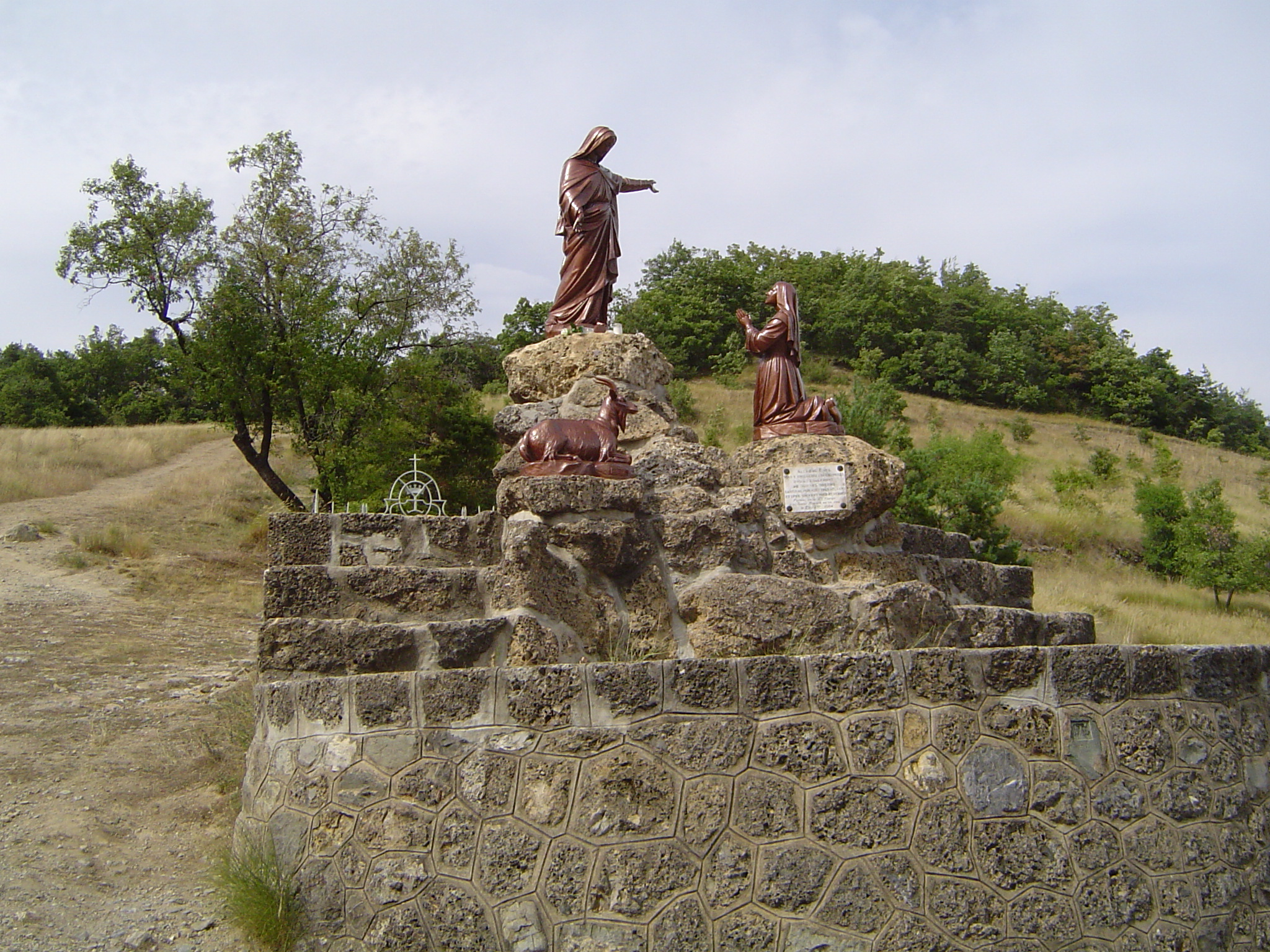
Le monument de Pindreau.

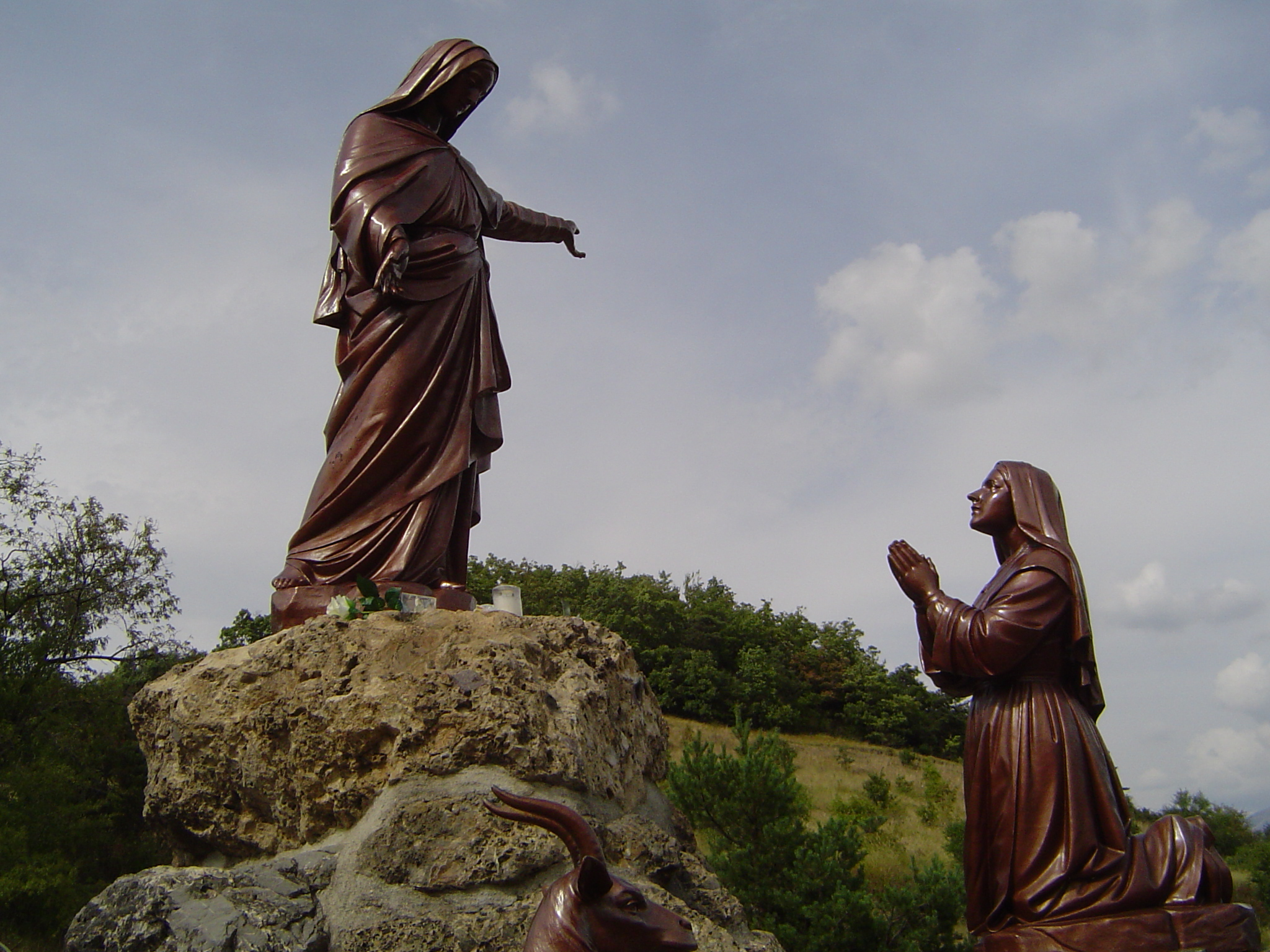
Marie et Benoîte.

Le 29 septembre, après un mois d'absence, la Vierge se manifesta à nouveau sur l'autre versant de la vallée, sur le coteau Pindreau. Elle demande à Benoîte de « chercher au Laus une petite chapelle, où flottent de suaves odeurs, et de venir l'y prier. Que là elle lui parlera et la rencontrera très souvent »,.
Le monument que l'on voit aujourd'hui est l’œuvre de l' Union internationale artistique de Vaucouleurs. Il a été construit en 1926.

#### Chapelle du Précieux-Sang

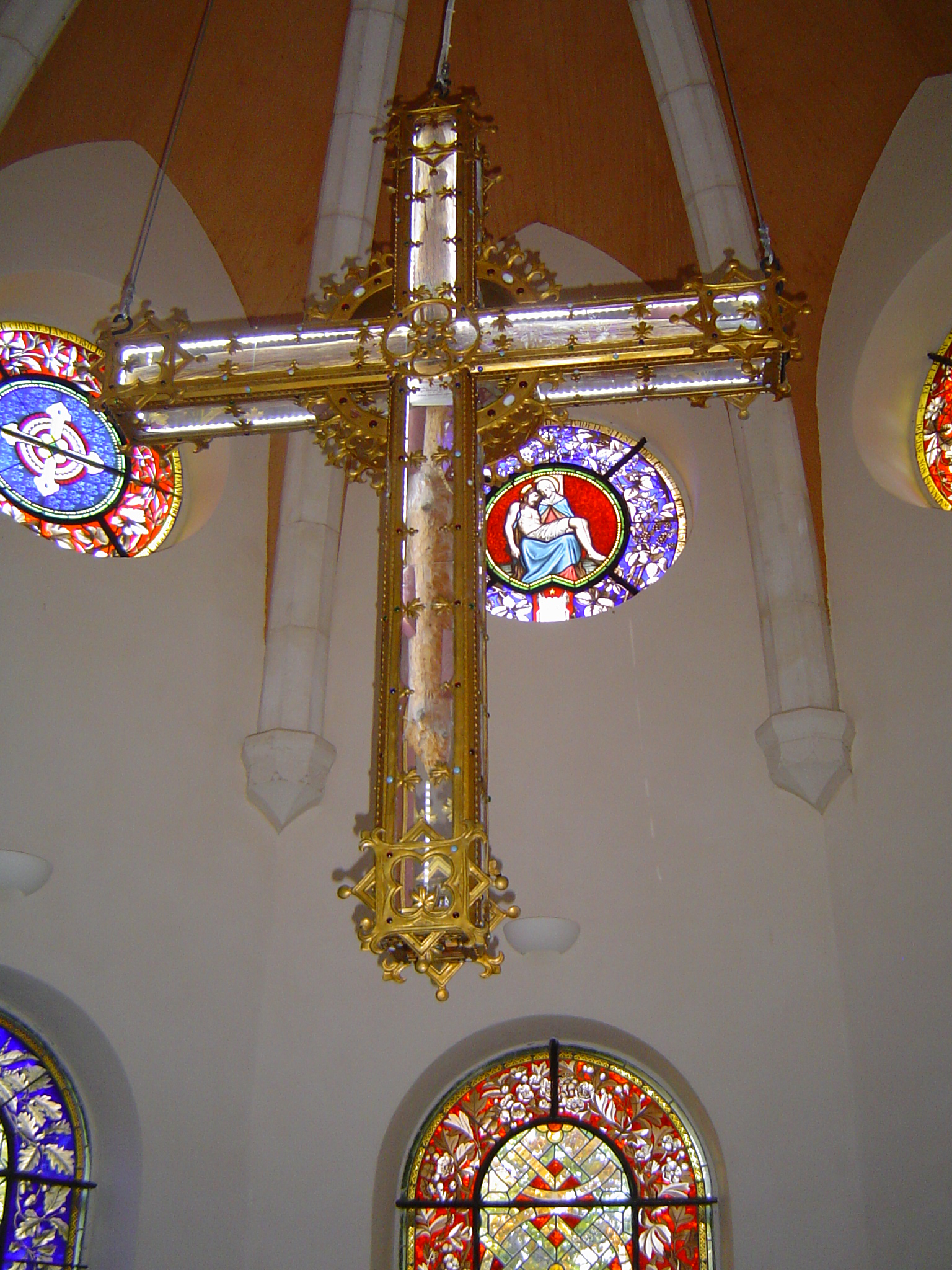
La croix devant laquelle Benoîte a eu à cinq reprises la vision du Christ crucifié.

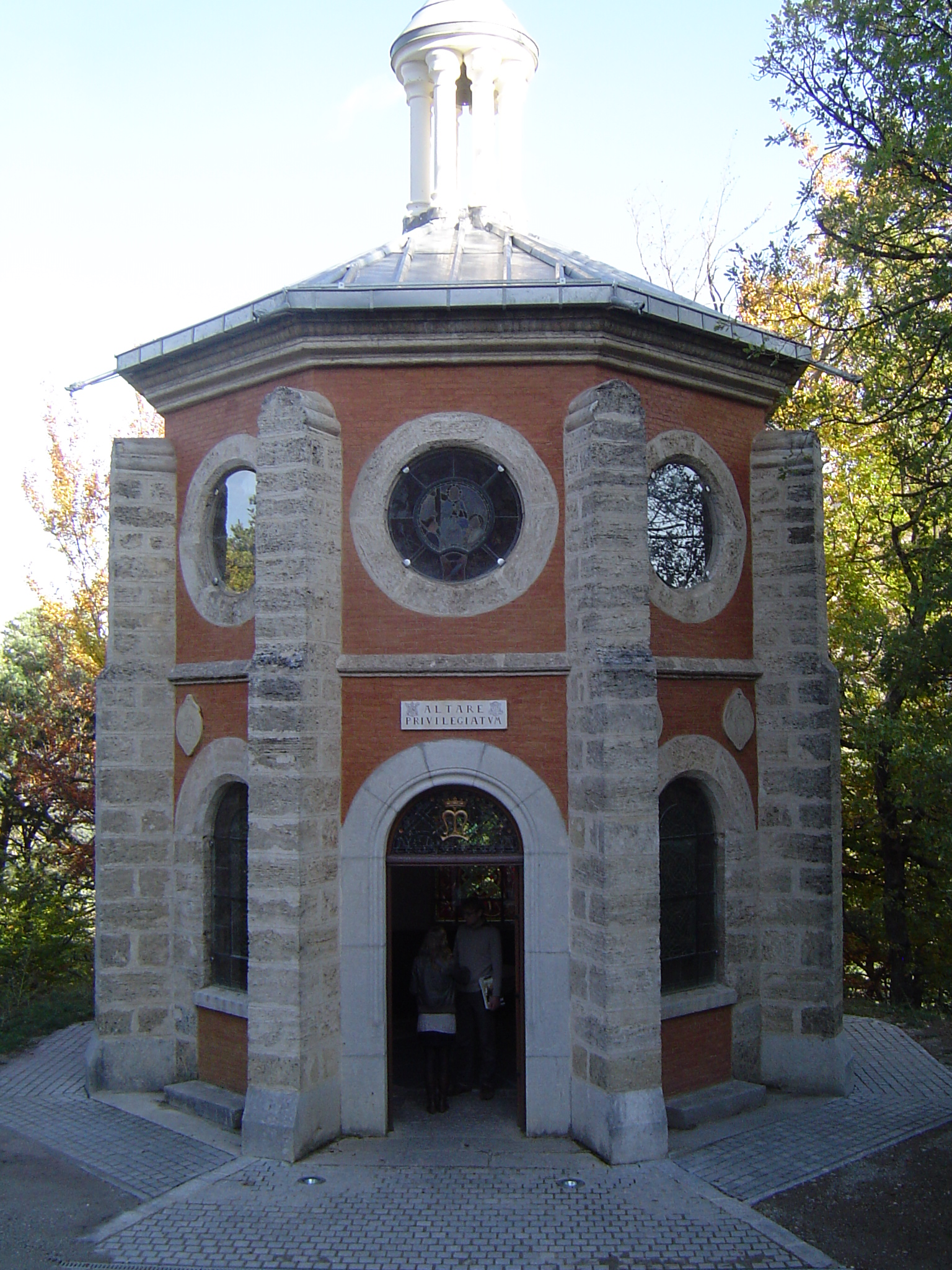
La chapelle du Précieux Sang, après la restauration de 2011.

En juillet 1673, Benoîte voit Jésus-Christ fixé à la Croix et elle se sent inondée de son sang. Elle se trouve brusquement raidie, chaque semaine dans la pose de crucifiée et reste ainsi du jeudi au samedi, sans pouvoir faire un geste. Cette « crucifixion mystique » va durer de 1673 à 1684,.
Cette croix est par la suite déplacée plusieurs fois. Deux Tourangeaux d'origine et botanistes de renom, les frères Charles et Edmond Tulasne, construisent une chapelle sur leurs deniers pour protéger cette croix. La chapelle a été consacrée le 16 septembre 1862 par Victor-Félix Bernadou, évêque de Gap.
Cette chapelle a été entièrement restaurée en 2010-2011 grâce à un financement de 200 000 euros reçu des recettes du premier album Spiritus Dei du groupe Les Prêtres. La chapelle a ensuite été bénie le 1er mai 2011 par di Falco à l'occasion du 3e anniversaire de la reconnaissance officielle des apparitions de Notre-Dame du Laus.

#### L'oratoire du col de l'Ange

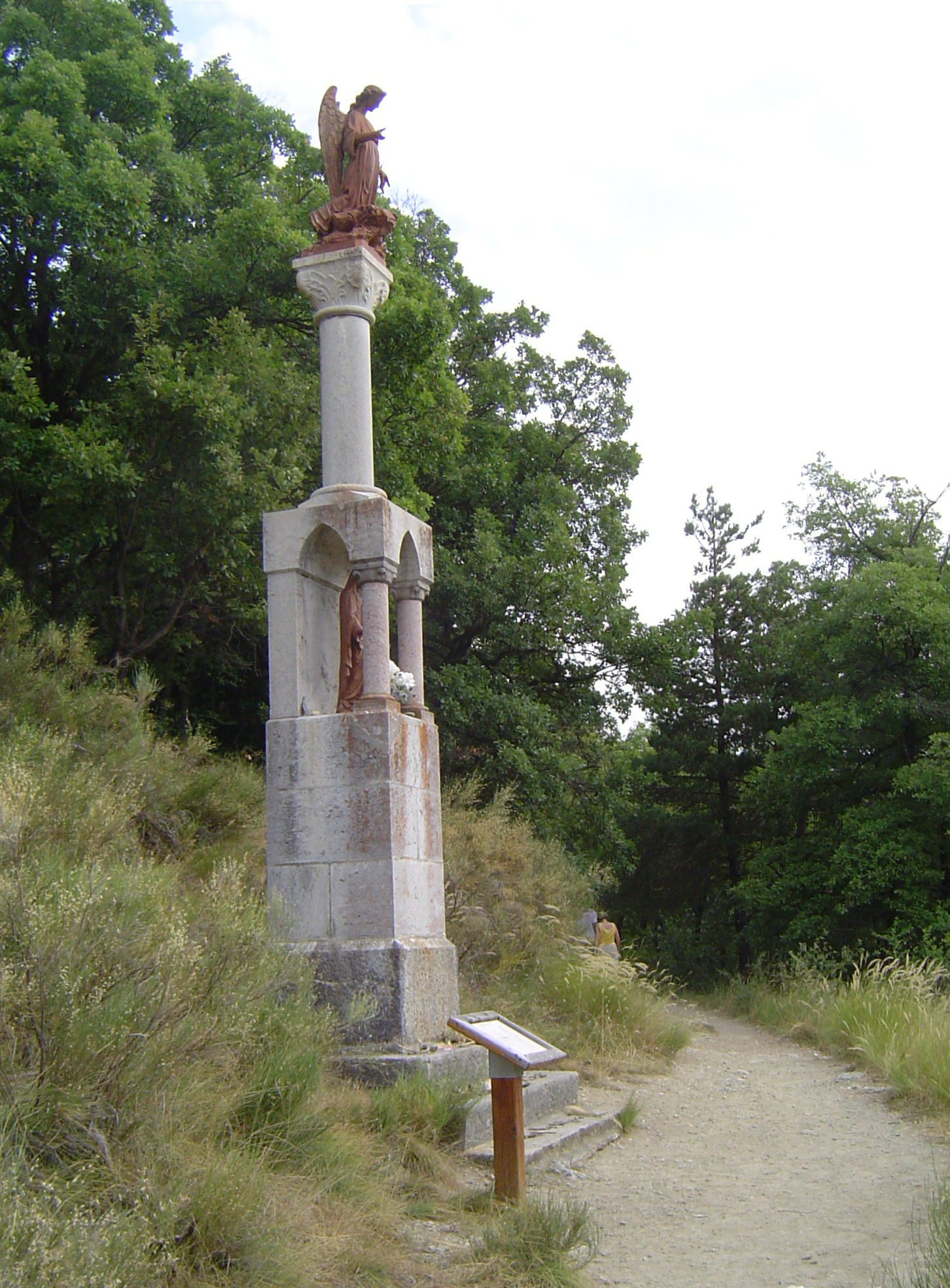
L'oratoire de l'ange.

L'oratoire du col de l'Ange est situé à 1 066 m d'altitude, au nord du sanctuaire. 44° 31′ 46,71″ N, 6° 08′ 52,25″ E
Torturée alors par le démon, Benoîte vit des années terribles, consolée seulement par ses apparitions,. Le 15 août 1698, la Vierge lui apparaît entourée par des anges qui emportent Benoîte jusqu'au ciel puis la rapportent ensuite dans son hameau.
L'oratoire de l'ange est l'endroit où Benoîte a été transportée dans l'obscurité par Satan dans la nuit du 16 septembre 1701. Abandonnée sur la montagne, elle rejoint sa maison grâce à l'intervention d'un ange qui « éclaire tout le vallon d'un flambeau rayonnant ».

### Les lieux où vécut Benoîte

#### La maison natale
La maison natale de Benoîte, à Saint-Etienne-le-Laus a brûlé lors de l'incendie du 28 janvier 1850 qui ravagea une grande partie du village. L'évêque de Gap, Jean-Irénée Depéry en achète alors les vestiges et la fait reconstruire pour le compte du diocèse.
Le bâtiment qui appartient aujourd'hui à la commune de Saint-Étienne-le-Laus a été restauré grâce à un financement du diocèse. La maison natale de Benoîte a connu une inauguration le 2 mai 2014 dans sa nouvelle mission, avec un triple rôle : recueillement dans la chambre de Benoîte, exposition sur Benoîte dans une salle, reconstitution de la vie de l'époque dans une autre salle,.

#### La maison où elle a vécu à partir de 1673

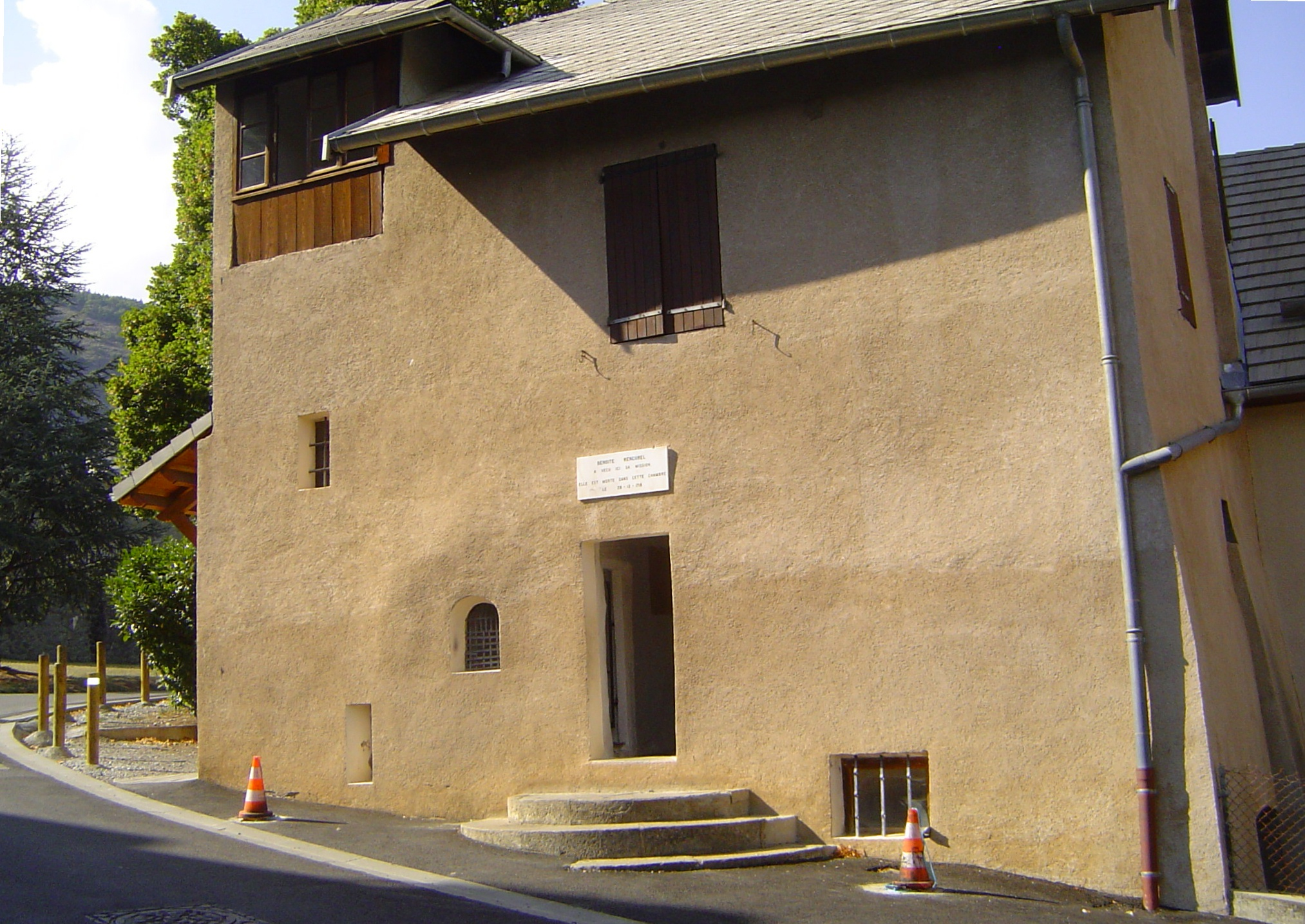
La maison où a vécu Benoîte Rencurel à partir de 1673.

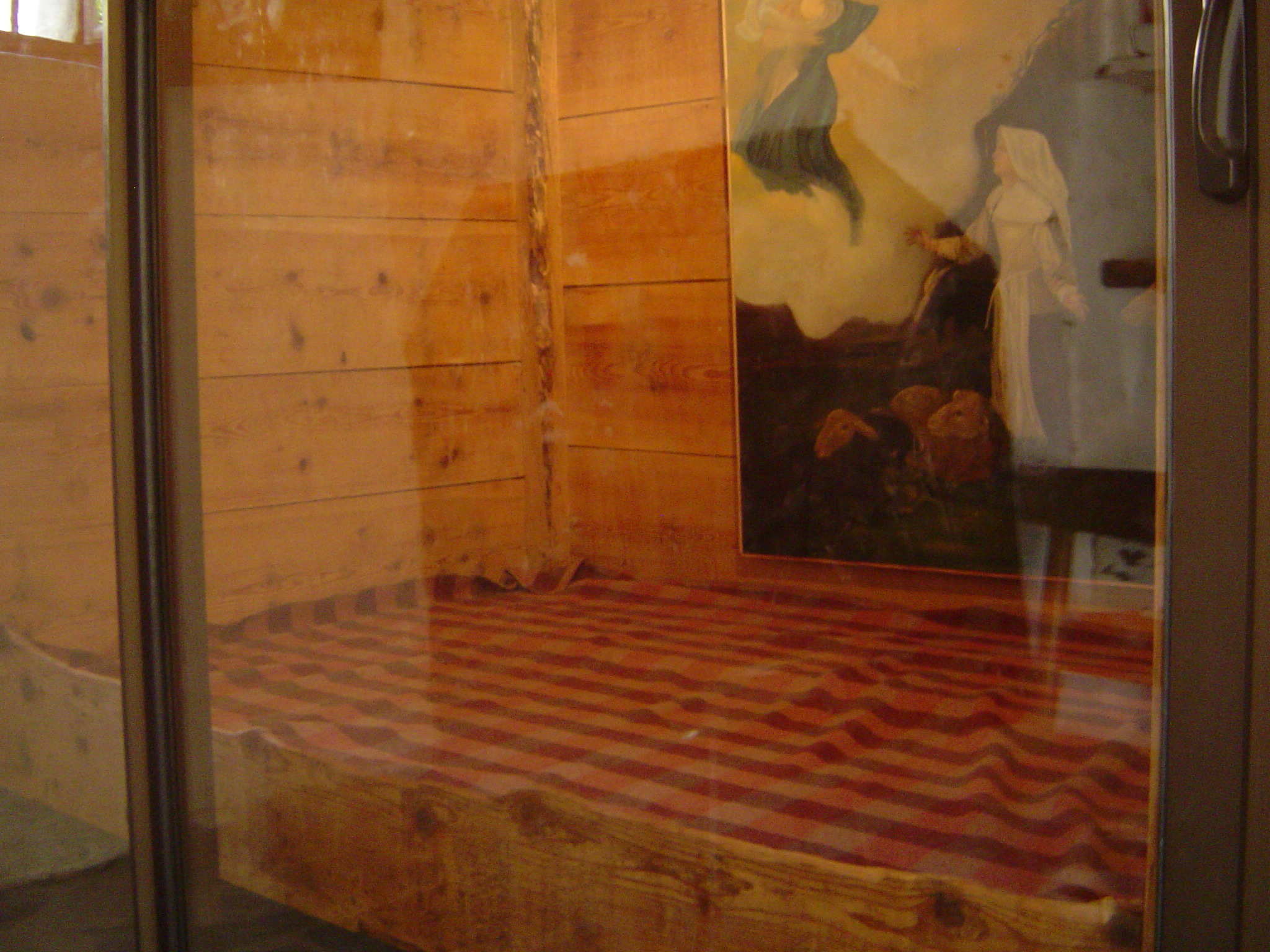
La chambre de Benoîte.

Benoîte a vécu dans cette maison pendant 45 années. Elle y meurt, dans son lit, le 28 décembre 1718, en la fête des saints Innocents, laissant la réputation d'une sainte dont la vie fut entourée de faits merveilleux. Elle aura vécu jusqu'à 71 ans malgré de cruelles souffrances et les plus grandes austérités.

### Oratoire du couronnement

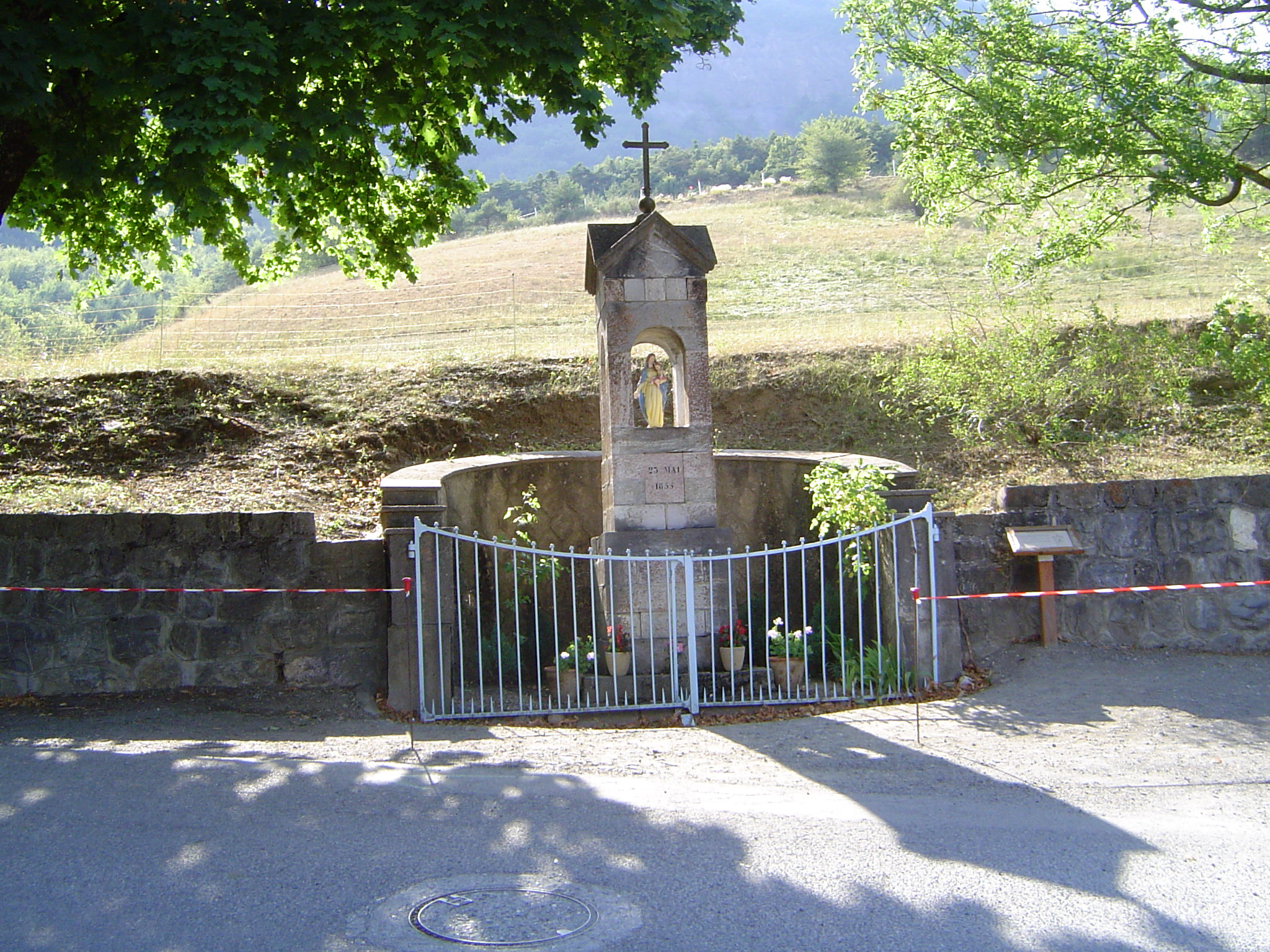
L'oratoire du couronnement.

Le pape peut autoriser le couronnement canonique d'une statue ou d'un tableau, la couronne étant signe de royauté et de victoire. Le couronnement est effectué lors d'une cérémonie où le pape envoie son représentant apostolique. La première statue couronnée en France est celle de la basilique Notre-Dame-des-Victoires à Paris, le 9 juillet 1853 à la demande du pape Pie IX en remerciement de la délivrance de Rome par les troupes françaises.
La statue de Notre-Dame du Laus a été couronnée le 23 mai 1855 au nom du pape Pie IX. La cérémonie a rassemblé 40 000 personnes dont 600 prêtres autour du cardinal Ferdinand-François-Auguste Donnet, archevêque de Bordeaux, de Pierre-Marie-Joseph Darcimoles, archevêque d'Aix, de Jean Marie Mathias Debelay, archevêque d'Avignon, de Luigi Fransoni archevêque de Turin en exil à Lyon, de Marie-Julien Meirieu, évêque de Digne, de Jacques Ginoulhiac, évêque de Grenoble et de Jean-Irénée Depéry, évêque de Gap.
L'oratoire qui rappelle cet événement se trouve au pied de la grande pelouse où se sont placées les 40 000 personnes présentes. Le 14e tableau à l'intérieur de la basilique représente la scène.

### Hôtellerie et restauration

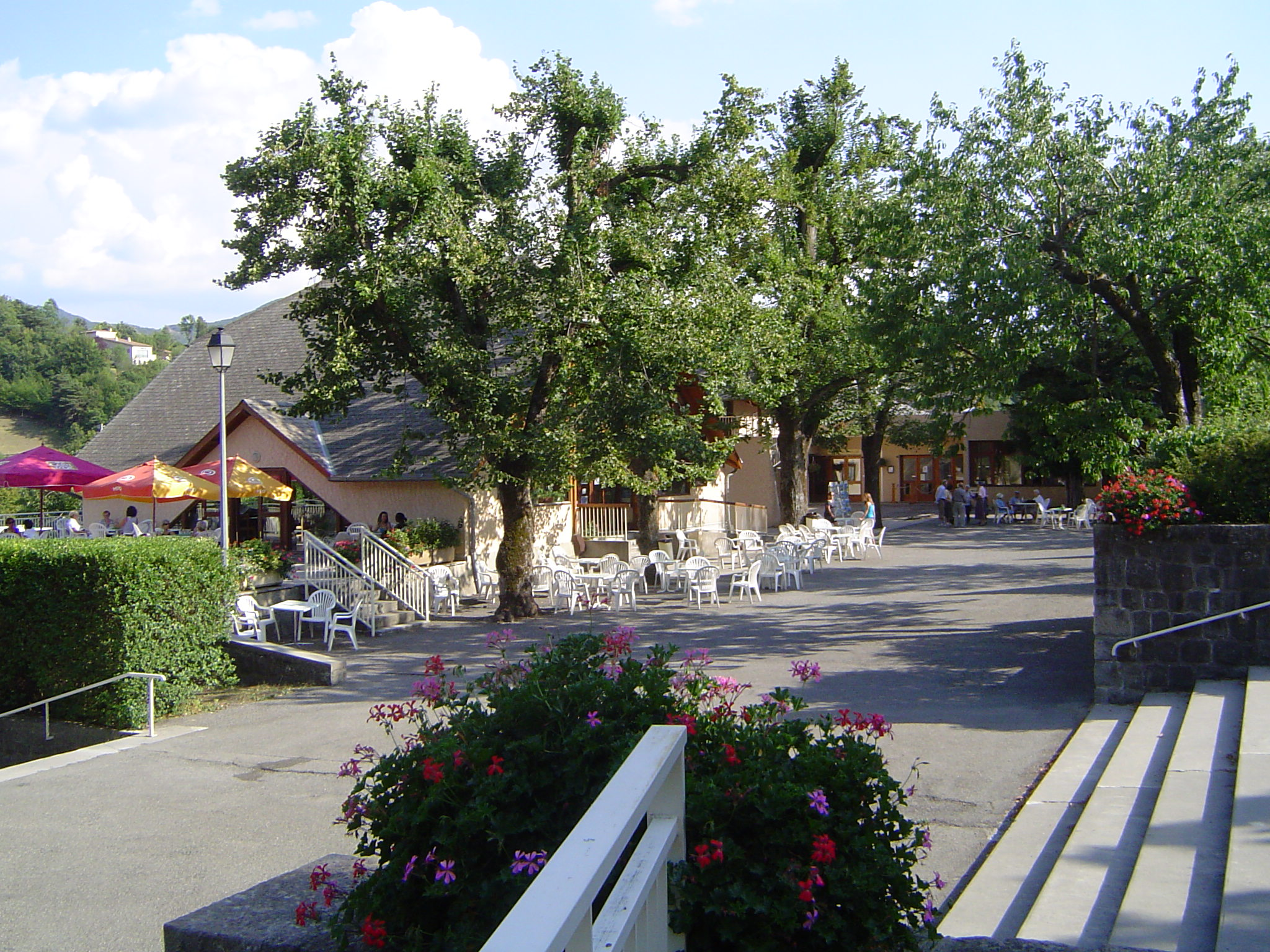
La salle du restaurant de l'hôtellerie.

Une hôtellerie de 480 lits en été et 250 en hiver, un restaurant de 540 places sont à la disposition des pèlerins,. L'ensemble a été totalement restauré en 1995.

## Un lieu de pèlerinage

### Accueil spirituel
Le site de Notre-Dame du Laus accueille chaque année entre 120 000 (en 2008) et 200 000 personnes (en 2015), un nombre en forte croissance depuis la reconnaissance des apparitions,.
Les pèlerins sont accueillis par une équipe de prêtres du diocèse de Gap et d'Embrun où se situe le sanctuaire. Ils assurent la liturgie, l'écoute, les confessions, les visites, les messes et les offices. Le sanctuaire est en effet le cœur et poumon du diocèse de Gap ; cinq prêtres sur la trentaine en activité dans le département y résident ; les séminaristes du diocèse y ont également leur maison.

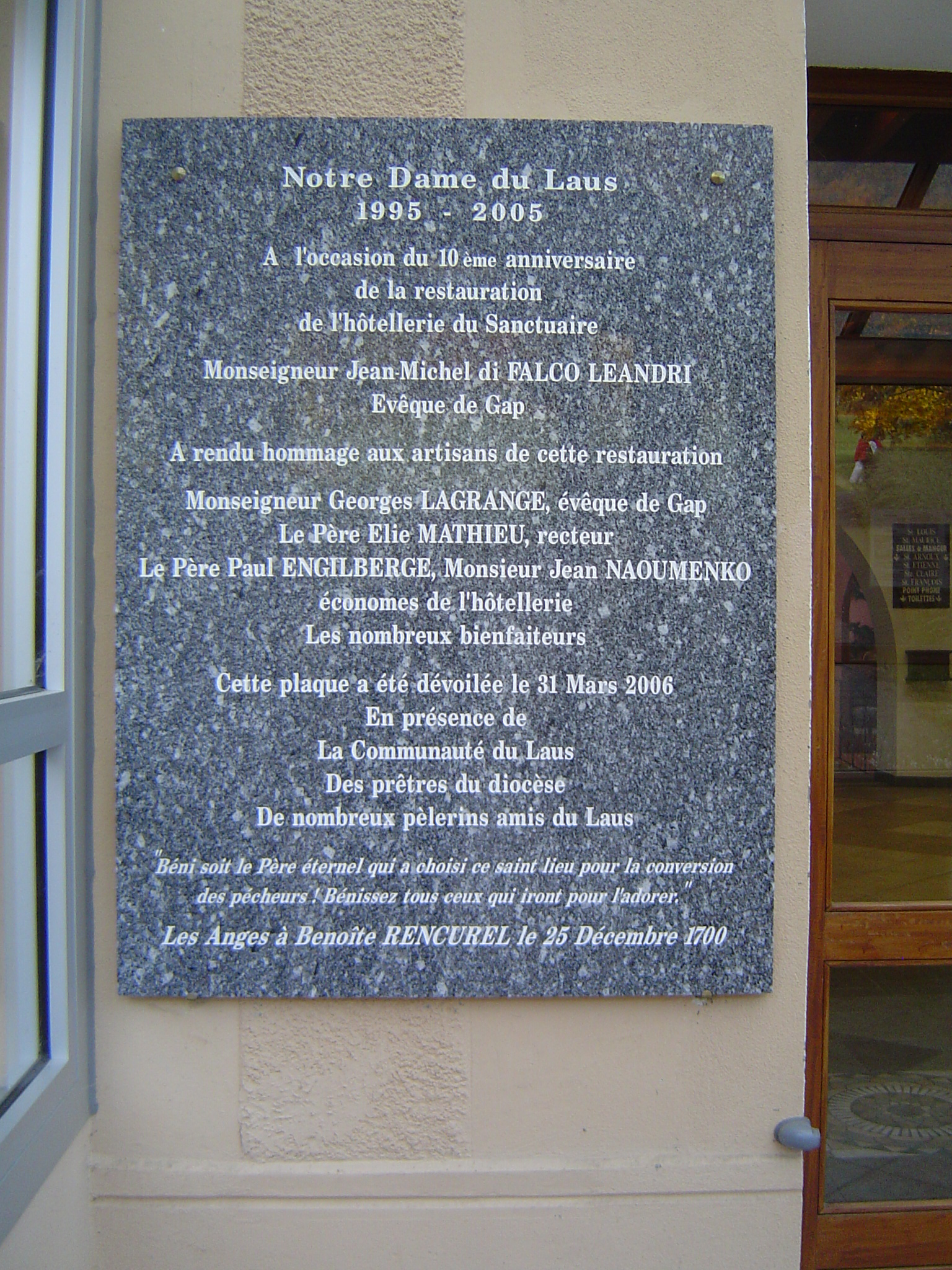
Notre-Dame du Laus - Plaque rappelant la restauration de l'hôtellerie en 1995.
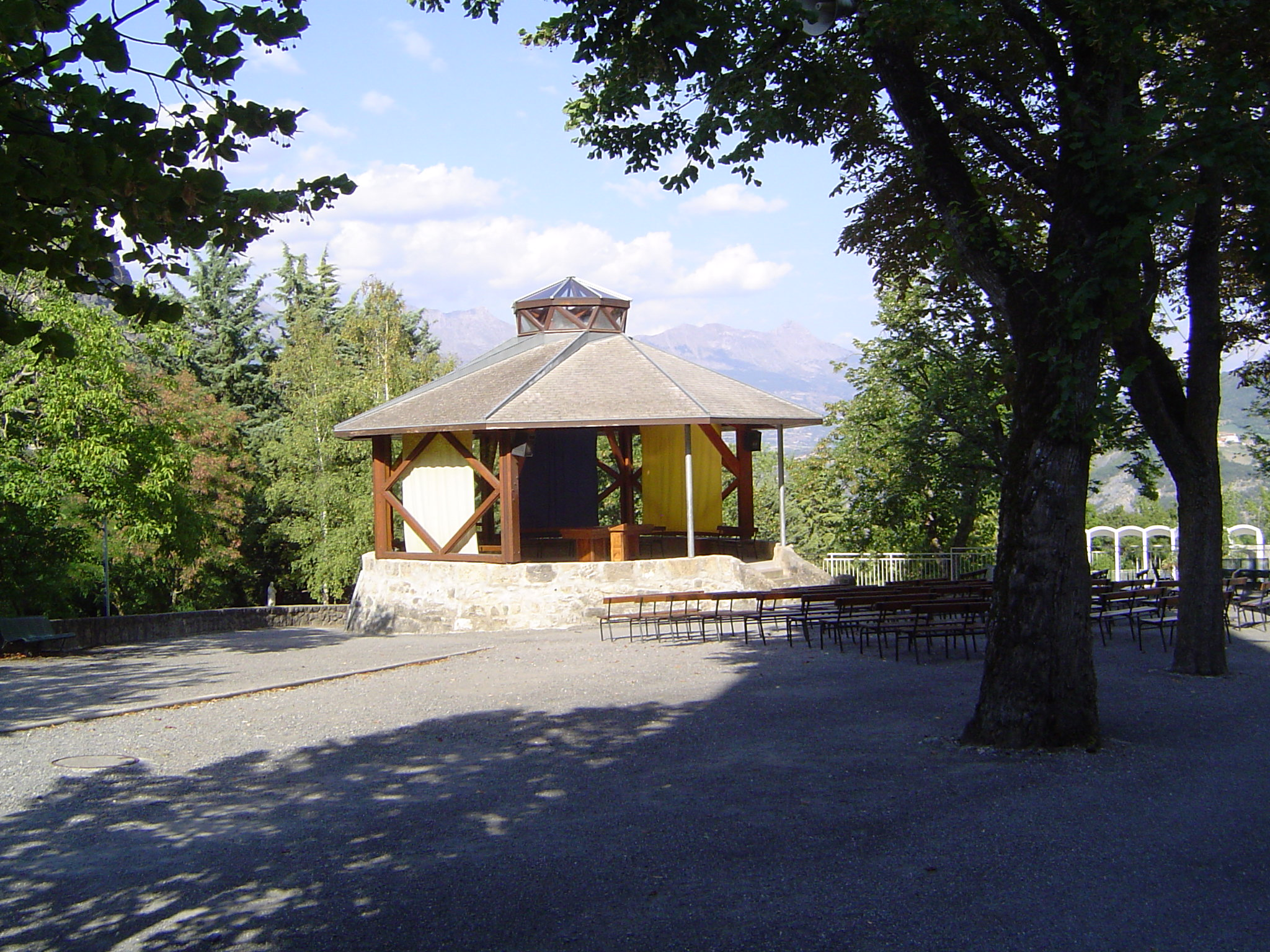
Chapelle en plein air.
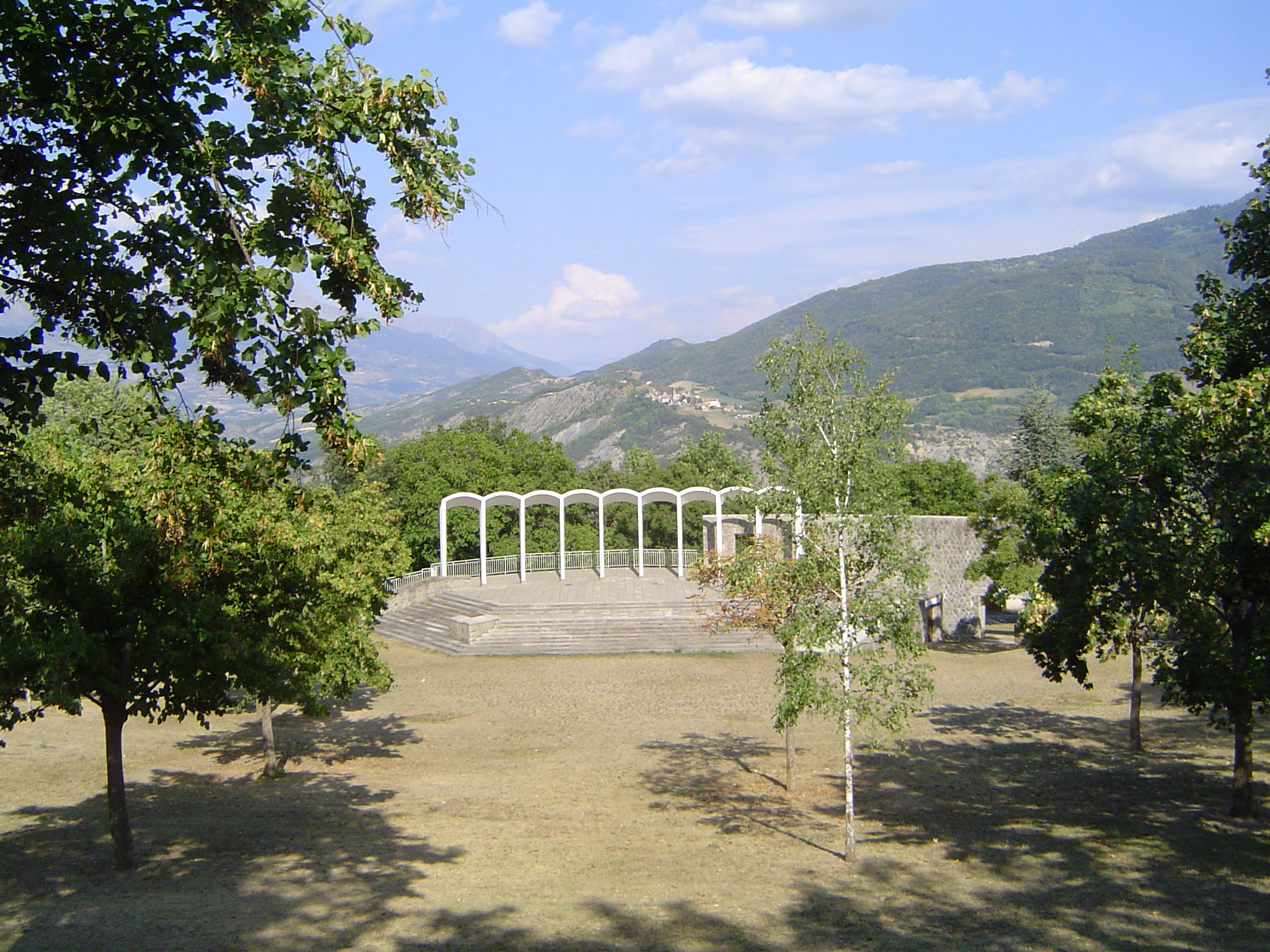
Aménagements du sanctuaire.
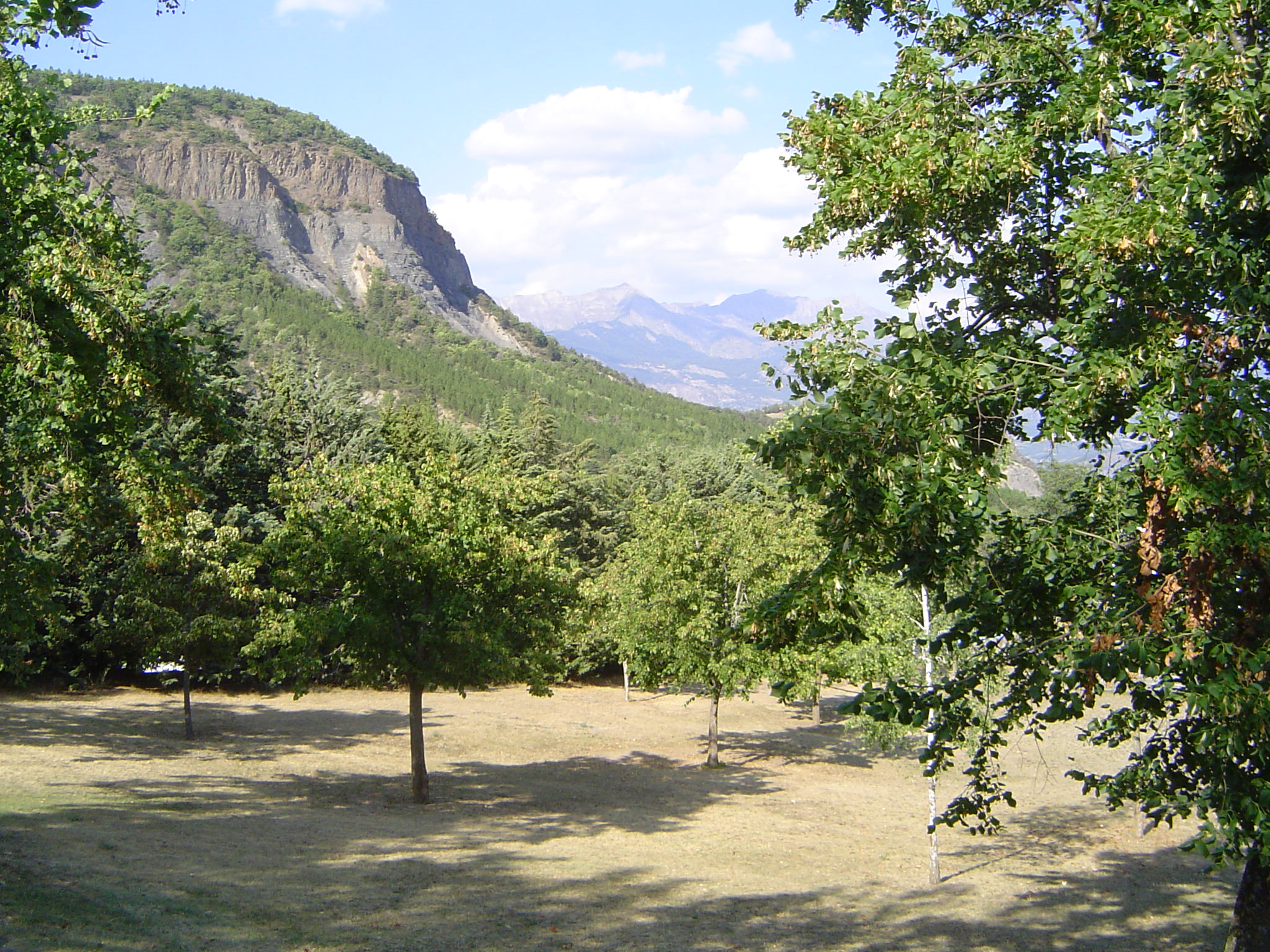
Espaces verts.
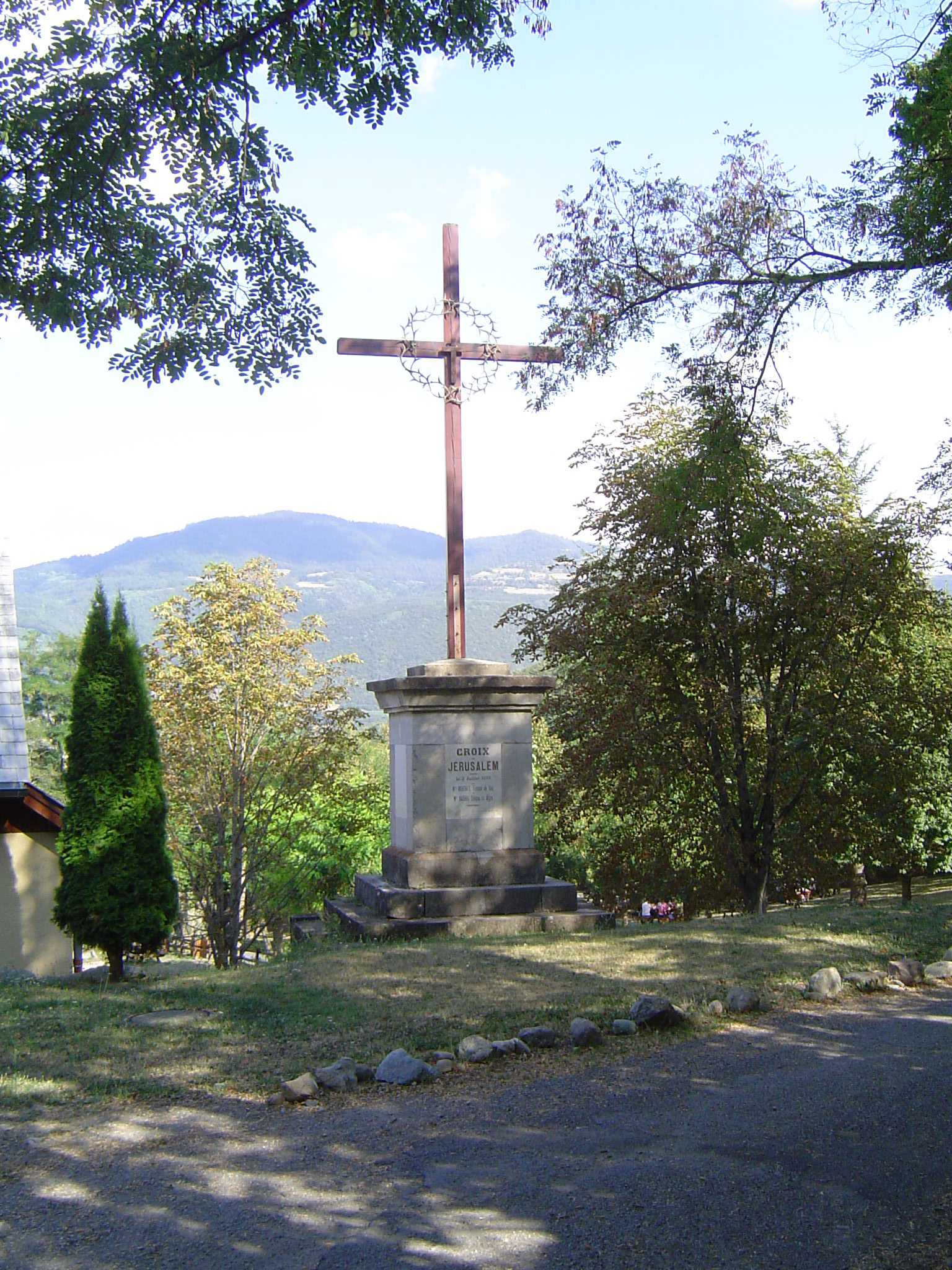
La croix de Jérusalem.

### Activités

#### Pèlerins et groupes de pèlerins

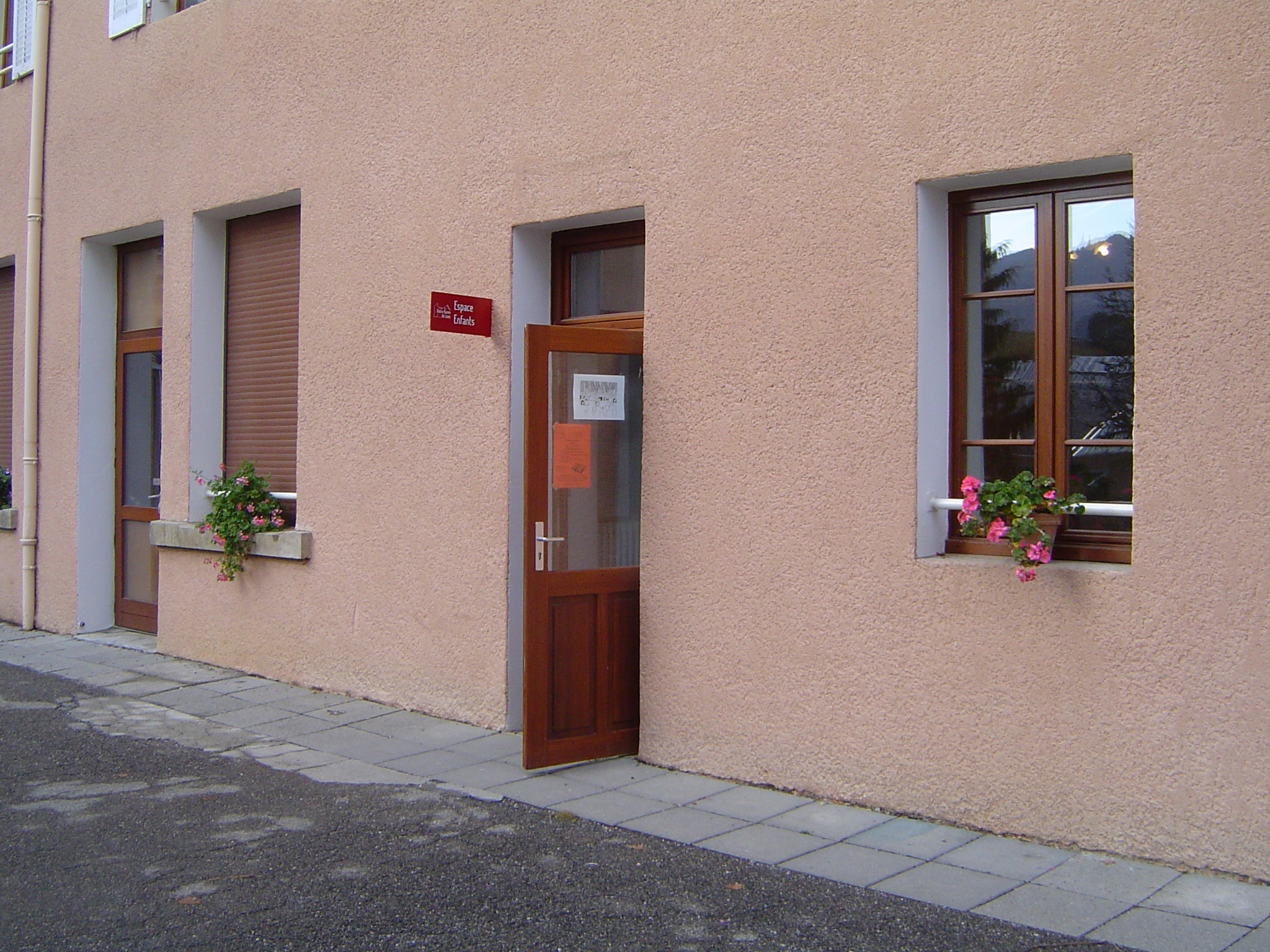
Notre-Dame du Laus - Espace enfants.

Outre les pèlerins qui viennent à titre individuel, le sanctuaire accueille de nombreux groupes tout au long de l'année : pèlerinage des motards, pèlerinage des enfants, pèlerinage des malades et handicapés, et plus particulièrement lors de fêtes : nativité de Marie (le 8 septembre), fête de la rentrée scolaire, fête diocésaine des jubilaires, Pentecôte, Ascension, fête de Notre-Dame du Laus (le 1er mai), Assomption de Marie …
Le sanctuaire organise également en hiver des « sessions ski-spi pour tous » (En outre, le sanctuaire du Laus propose vraiment une expérience spirituelle qui intègre toutes les réalités de notre vie : le corps, les relations, la psychologie, la spiritualité… Dans des propositions comme « ski-spi », on vit de manière unifiée toutes ces réalités : chacun selon ses goûts, le corps peut s’oxygéner sur les pistes ou en station, tandis qu’on vit ensemble des moments fraternels inoubliables, en partageant une bonne tartiflette ou un vin chaud ; et puis, on se retrouve à la basilique, et là, les cœurs s’unissent dans un temps d’adoration ou dans une veillée de chants…), et en été des sessions pour les familles.
Une attention particulière est apportée à l'accueil des enfants.

#### «La route du temps»
Après avoir publié son ouvrage Je n'ai pas le temps ! Notre-Dame du Laus, le temps réconcilié, le père Ludovic Frère, recteur du sanctuaire a conçu l'itinéraire de promenade appelé « La route du temps » dont les ambitions sont « Guérir nos impatiences, assumer notre passé, être sereins devant l'avenir, habiter l'instant présent ou distinguer l'urgent de l'important ».

### Événements

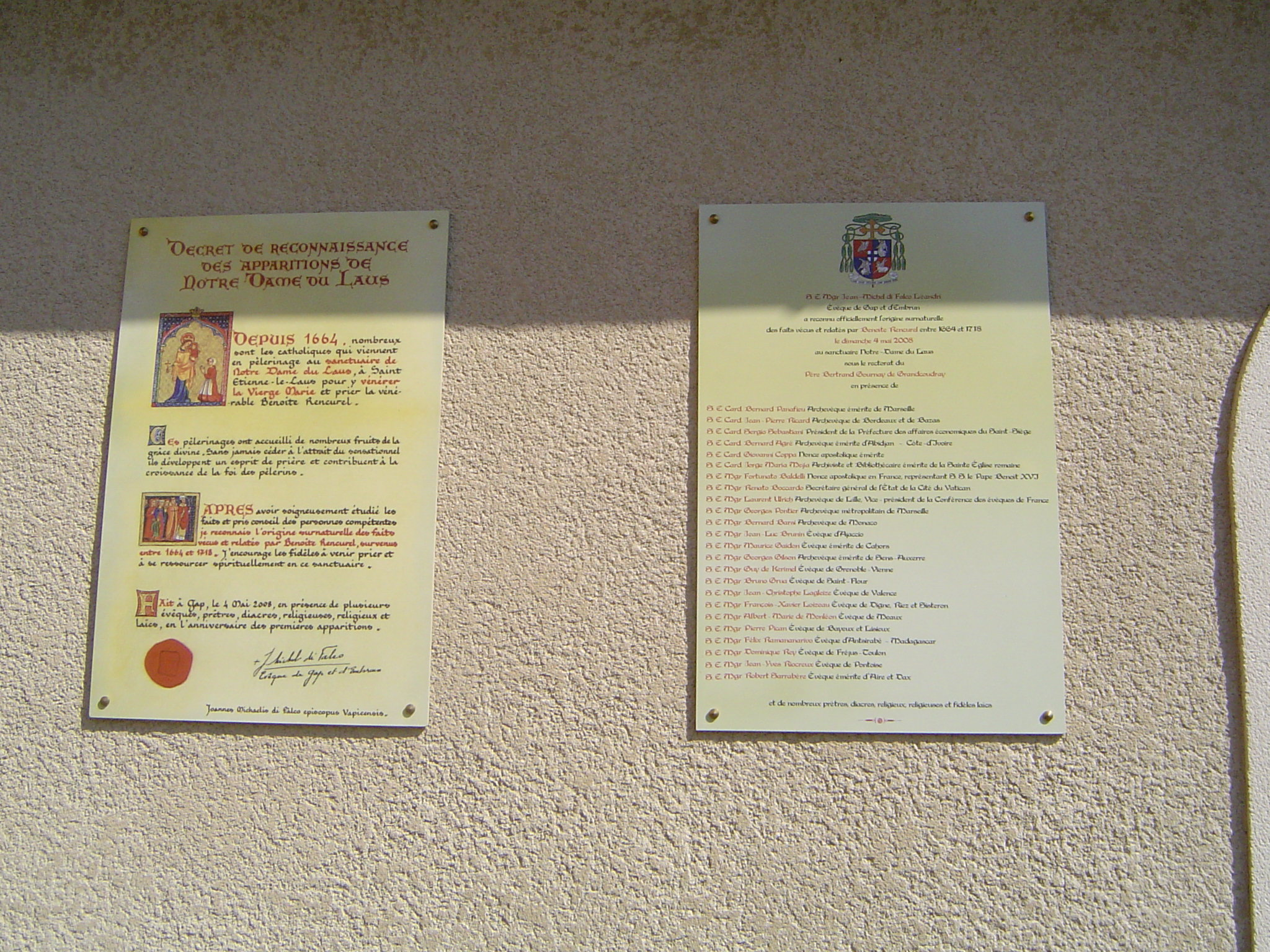
Déclaration de la reconnaissance des apparitions affichée dans le sanctuaire.

Le 4 mai 2008, 6 000 pèlerins et une trentaine d'évêques assistent à la messe au cours de laquelle Jean-Michel Di Falco, représentant l'Église catholique, proclame la reconnaissance officielle du caractère surnaturel des apparitions de Marie à Benoîte Rencurel : « Je reconnais l'origine surnaturelle des apparitions et des faits vécus et relatés par la jeune bergère, Benoîte Rencurel, survenus entre 1664 et 1718 »,,,. Ce sont les premières apparitions reconnues en France par l'Église catholique depuis celles de Lourdes, il y a 146 ans. Par ailleurs, Jean-Michel Di Falco soutient le procès en béatification de Benoîte Rencurel. C'est lui qui en 2003 entame la démarche jamais entreprise de reconnaissance des apparitions, nécessaire au dossier de béatification de Benoîte Rencurel, relancé en 1996. Sous l’égide de René Combal, six experts (un théologien, un historien, un spécialiste de la Bible, un psychanalyste, un psychologue et un magistrat) ont étudié durant trois ans la véracité biologique, historique et scientifique des faits, à partir des manuscrits et des témoignages d’époque.
Comme chaque année le 1er mai, une messe rassemble 1 500 personnes pour la fête de Notre-Dame du Laus : en 2012 autour de Dominique Rey, évêque de Fréjus-Toulon, de Jean-Michel Di Falco et de André Fort, évêque émérite d'Orléans impliqué dans la vie du sanctuaire depuis 2010.
Les 4 et 5 août 2012, le sanctuaire accueille le 3e congrès national de la Miséricorde qui regroupe 1 000 personnes dont 200 jeunes autour du cardinal Barbarin.
Le 30 juin 2013, cinq diacres sont ordonnés prêtres pour le diocèse de Gap et d'Embrun, au sein même du sanctuaire, ce qui est une première dans les Hautes-Alpes depuis 1952.
Le 15 août 2013, le chanteur Grégory Turpin participe à l'animation des chants lors de la messe solennelle de l'Assomption de la Vierge Marie. Le soir du 15 août, le chanteur Grégoire vient lire et chanter Thérèse de Lisieux dans un site qu'il qualifie de « magique ».
À l'occasion du 350e anniversaire des premières apparitions, le sanctuaire organise une année jubilaire du 1er mai 2014 au 1er mai 2015.
Les autorités du sanctuaire décrètent l'année 2018 : « année Benoîte » pour célébrer les 300 ans de sa mort, les 300 ans de la fin des apparitions (que la Benoîte Rencurel aurait eues jusqu'à sa mort, d'après le recteur du sanctuaire), et les 10 ans de la reconnaissance officielle des apparitions par l’Église. Par ailleurs, tout au long de l’année, des sessions, retraites, pèlerinages et grandes fêtes marquent ces anniversaires. Les responsables du sanctuaire déclarent : « Notre premier désir, c’est que les pèlerins découvrent la belle personnalité de Benoîte Rencurel, une femme généreuse et forte, qui a connu bien des souffrances mais qui avait toujours le visage rayonnant de joie ».

## Notoriété

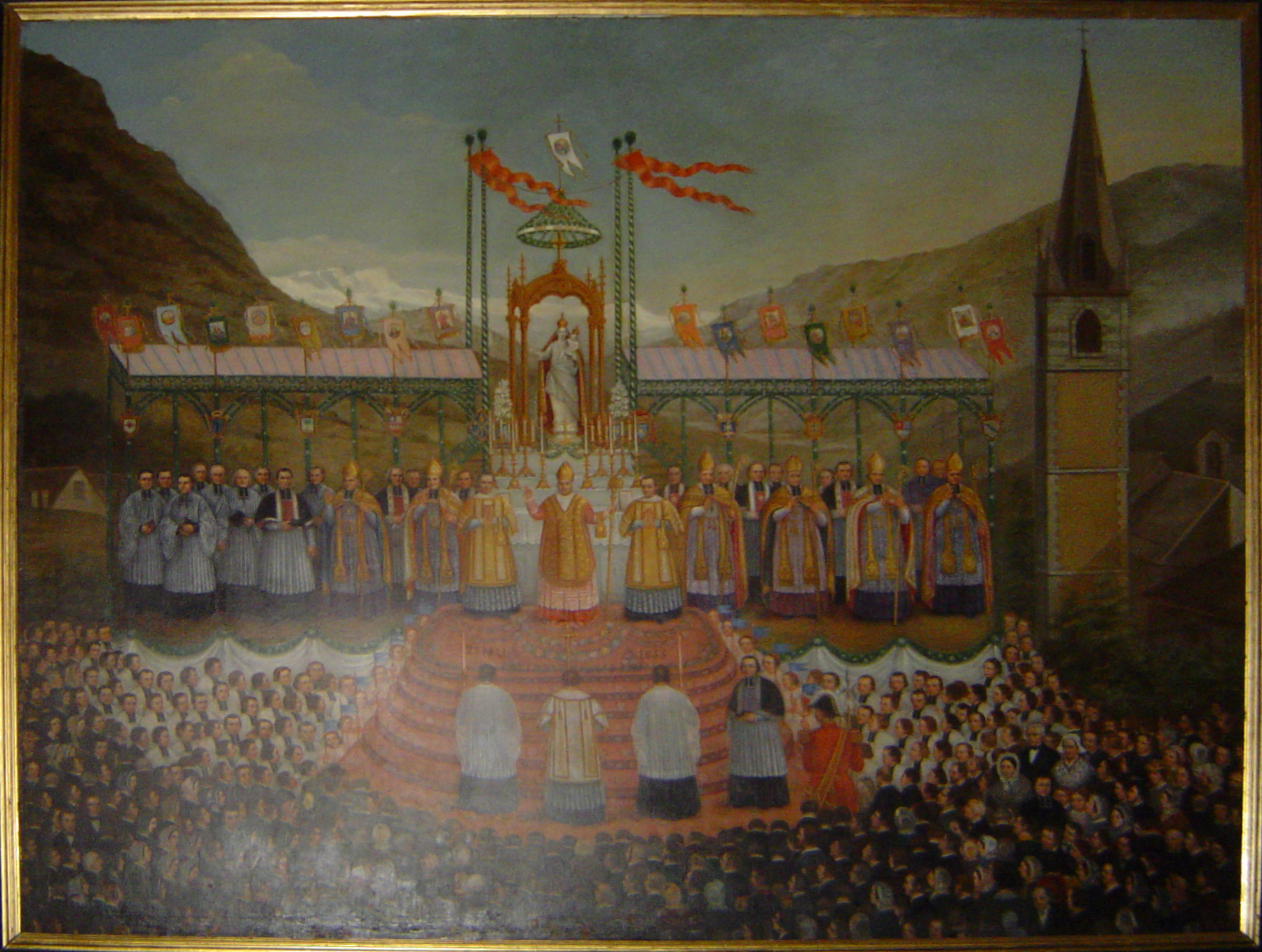
Tableau du couronnement, représentant la célébration du couronnement canonique de 1855 de la statue de Notre-Dame du Laus.

En 1854, le même Jean-Irénée Depéry obtient du pape Pie IX l’autorisation de couronner la statue de Notre-Dame du Laus. La cérémonie se tient le 23 mai 1855 en présence de 40 000 pèlerins. Le 18 mars 1894, la principale église du sanctuaire est élevée au titre de basilique mineure par le pape Léon XIII.
Jean Guitton a déclaré que ce sanctuaire était « le plus caché et le plus puissant sanctuaire d'Europe ».
Aujourd’hui plus de 200 000 pèlerins et visiteurs se rendent chaque année sur ce site de pèlerinage (chiffres de 2015). Le Laus est toujours et plus que jamais un lieu de conversion, transformation, régénération et de découverte profonde de la miséricorde divine,.

## Pour approfondir

#### Ouvrages historiques
- Charles Matheron, Recueil historique des merveilles que Dieu a opérées à Notre-Dame de Laus, près de Gap, en Dauphiné, par l'intercession de la Sainte Vierge, et des principaux traits de la vie de Benoîte Rencurel, surnommée la bergère du Laus, Grenoble, A. Faure, 1736, 130 p. (lire en ligne). Une étude comparative de diverses éditions a été réalisée par la bibliothèque dauphinoise, [lire en ligne]. L'édition de 1817 est également disponible en ligne : Recueil historique des merveilles que Dieu a opérées à Notre-Dame du Laus..., Avignon, L. Aubanel, 1817, 108 p. (lire en ligne).
- Mgr Jean-Irénée Depéry, La maison de sœur Benoîte, Gap, 1851.
- Auguste Martel (abbé), Histoire du sanctuaire de Notre-Dame du Laus (Hautes-Alpes) et de la pieuse bergère qui l'a fondé, Paris, Repos, 1853, 256 p. (lire en ligne).
- François Lépine (abbé), Précis historique du couronnement de Notre-Dame du Laus, diocèse de Gap, dressé conformément au mandement de Mgr l'évêque 23 mai 1855, Gap, Delaplace, 1855, 118 p. (lire en ligne).
- F. Pron (abbé), Histoire des merveilles de Notre-Dame-du-Laus - tirée des archives du vénérable sanctuaire par M. L'abbé F. Pron, publiée par l'ordre et la haute approbation de Mgr Jean-Irénée Depéry, évêque de Gap, Paris, Repos, 1856, 367 p. (lire en ligne).
- Léon Aubineau, « Benoite Rencurel », Notices littéraires sur le dix-septième siècle, Paris, Gaume frères,‎ 1859, p. 345 à 358 (chapitre XIV) (lire en ligne, consulté le 16 juin 2020).
- André Jean Marie Hamon, « Notre-Dame du Laus », Notre-Dame de France ou histoire du culte de la Sainte Vierge en France: L'histoire du culte de la Sante Vierge dans les provinces ecclésiastiques d'Avignon, d'Aix et de Chambéry, Paris, H. Plon,‎ 1866, p. 307 à 321 (chapitre XIV) (lire en ligne, consulté le 16 juin 2020).* X. Albert, Rapport sur le pèlerinage de Notre-Dame du Laus, Hautes-Alpes, V. Ducoulombier, 1894, 16 p. (lire en ligne).
- Abbé Paul Guillaume, Information canonique sur la guérison miraculeuse de Lucrèce Souchon des Praux : par l'intermédiaire de Benoîte Rencurel, bergère du Laus, Gap, L. Jean et Peyrot, 1900, 83 p. (lire en ligne).
- Félix Vernet, La vénérable Benoîte Rencurel, fondatrice du Laus (1647-1718), Paris, J. Gabalda et Fils, 1931.

#### Études
- Marie-Hélène Froeschlé-Chopard, « Notre-Dame du Laus au diocèse d’Embrun. Cristallisation d’une religion des montagnes au XVIIe siècle », Montagnes sacrées d’Europe. Actes du colloque « Religions et montagnes », Tarbes, 30 mai-2 juin 2002, Publications de la Sorbonne, vol. 49 de Histoire moderne,‎ 2005, p. 137 à 149 (ISBN 9782859445164). Actes du colloque "Religion et montagnes", Tarbes, 30 mai-2 juin 2002 / textes réunis et publiés par Serge Brunet, Dominique Julia et Nicole Lemaître, publiés dans le volume 49 de « Histoire moderne », de Publications de la Sorbonne,  (ISSN 0761-523X).
- Yves Chiron, Enquête sur les apparitions de la Vierge, Perrin, 2007, 427 p. (ISBN 978-2-262-02832-9), p. 149-155.

#### Ouvrages récents
- Marie-Agnès Vallart-Rossi et René Combal, La fondatrice du sanctuaire de Notre-Dame du Laus. Benoîte Rencurel, laïque, du tiers-ordre de Saint Dominique (1647-1718) : Biographie documentée, Paris, Nouvelle Cité, 1996, 650 p. (ISBN 2-85313-128-9).
- Robert Pannet, Notre-Dame du Laus et Benoîte Rencurel, Fayard - Le Sarment, coll. « Religieux », 1998, 168 p. (ISBN 978-2-86679-071-4).
- René Combal, Les apparitions de Notre-Dame du Laus à Benoîte Rencurel.
- Bertrand Gournay, Notre-Dame du Laus, l’Espérance au cœur des Alpes, Téqui, 2008, 139 p. (ISBN 978-2-7403-1408-1).
- René Humetz et René Combal, Enquête sur les parfums de Notre-Dame du Laus, Paris, Le Sarment, coll. « JUB. SPIRITUAL. », 312 p. (ISBN 978-2-86679-472-9).
- Joachim Bouflet et Philippe Boutry, Un signe dans le ciel : Les apparitions de la Vierge, Paris, Grasset, 1997, 475 p. (ISBN 978-2-246-52051-1), p. 79-87.